# 2019年10月13日「18區開花」行動
2019年10月13日「18區開花」行動，是指香港反對逃犯條例修訂草案運動期間，於多個地區進行的一項遊行，並在多個商場進行「罷買日」。是次遊行當中，警方先後闖入將軍澳PopCorn商場和荃灣廣場拘捕街坊，其中一批防暴警突衝入將軍澳PopCorn商場制服戴口罩的街坊裝市民，其中一人為將軍澳醫院的醫生。而荃灣廣場有人破壞美心集團旗下的元氣壽司後，至少6人於商場內外被捕。警員行動引起圍觀市民不滿，不斷指罵警員。

## 過程

### 觀塘

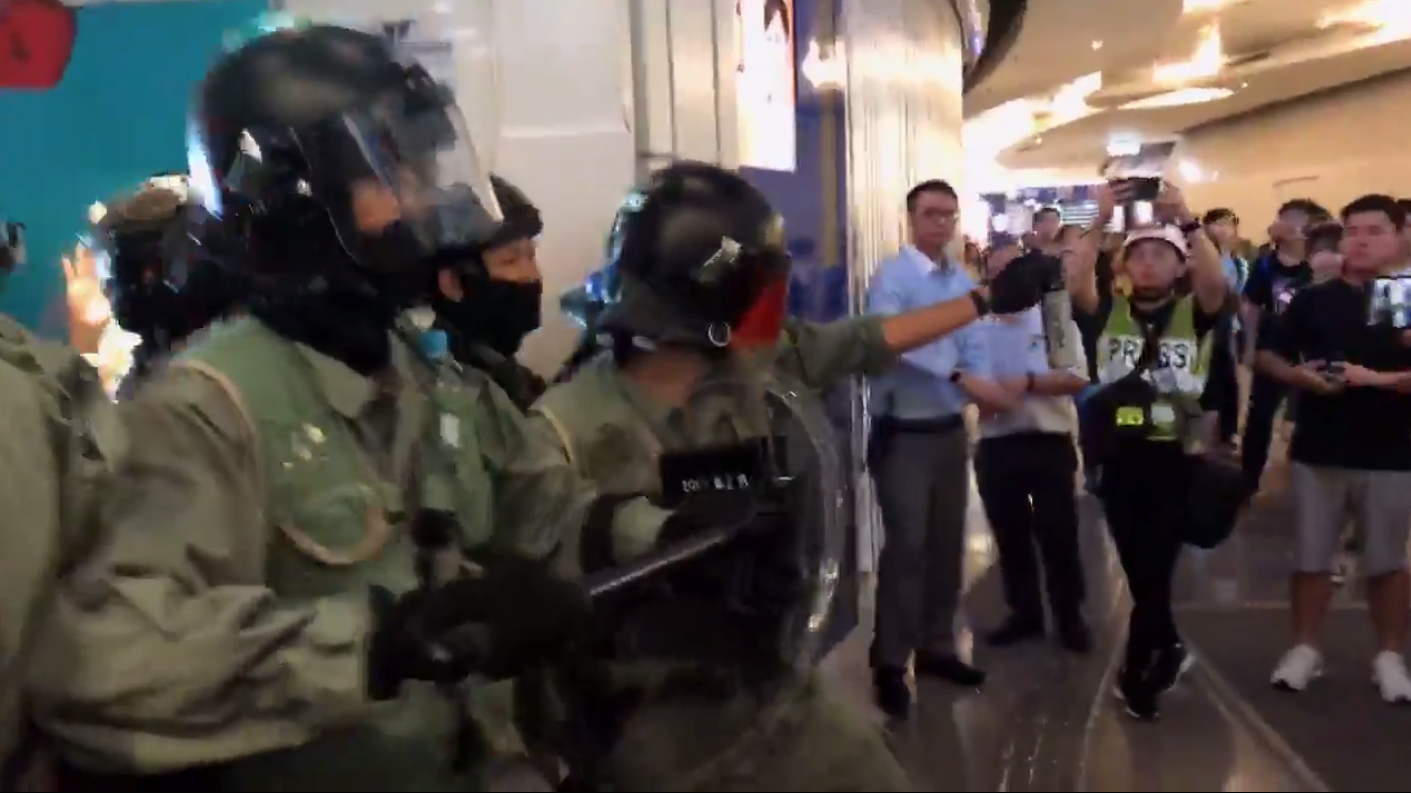
下午5時，觀塘apm商场入口有防暴警察用胡椒噴霧驅散市民和記者

受“罷買日”影响，觀塘站在下午近4時關閉，apm商場內陸續有商舖关闭，當時有超过100名示威者聚集商場中庭商討對策。下午5時，apm商场附近有防暴警察进驻，部分示威者開始撤離，但亦有數十名示威者經商議後，決定再進行快閃行動，破壞商場內的丼丼屋及元氣壽司，此外星巴克也遭到示威者破坏。下午5時半左右，有20名防暴警察走上apm商場出口通道處理刑事毀壞案件，期间被示威者以利器快速從後割頸。而其他防暴警察则馬上追捕施襲者，最終將施襲者壓在地上制服及拘捕。頸部受傷警員被送往基督教聯合醫院救治。

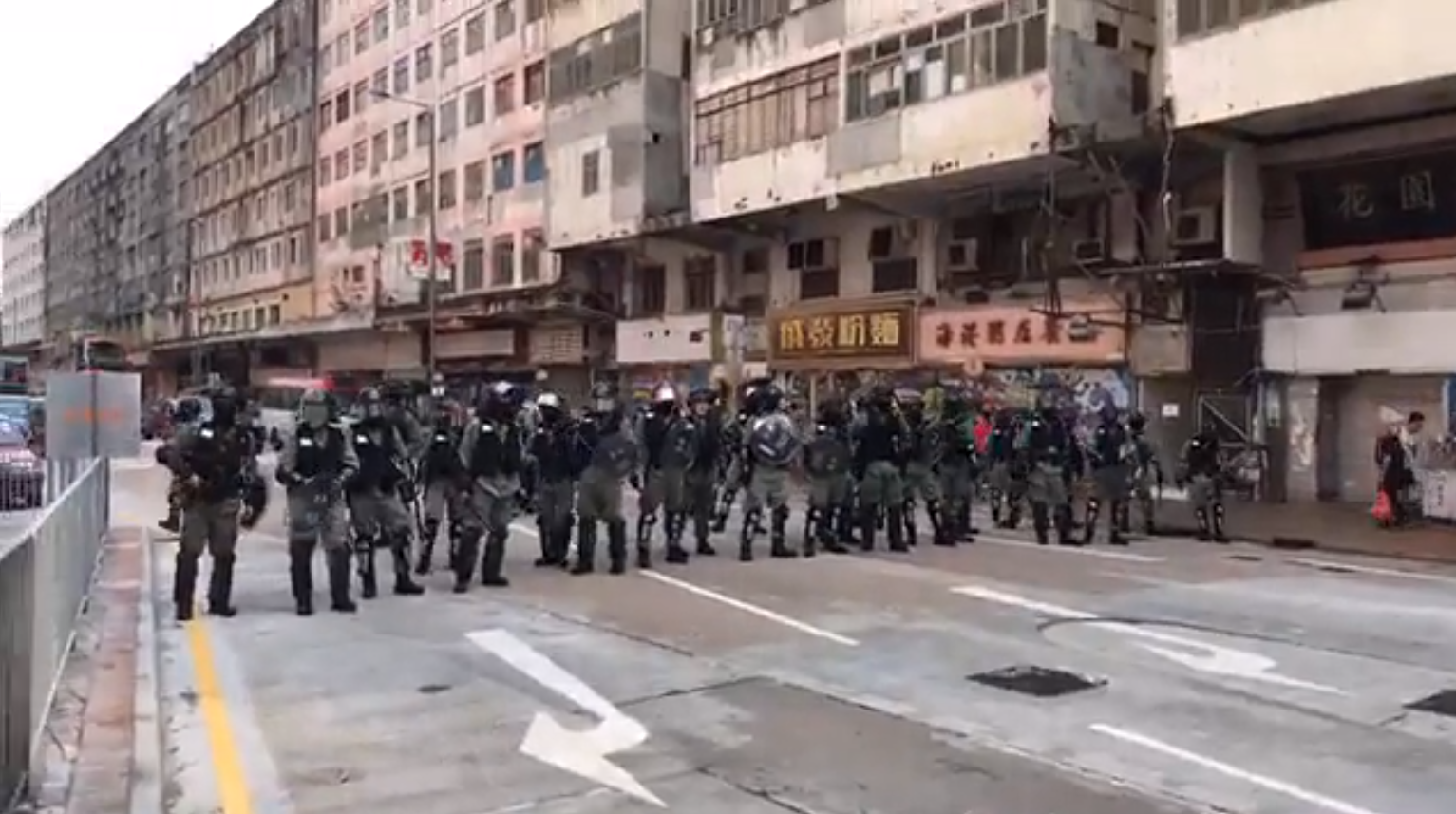
觀塘裕民坊有大批防暴警察
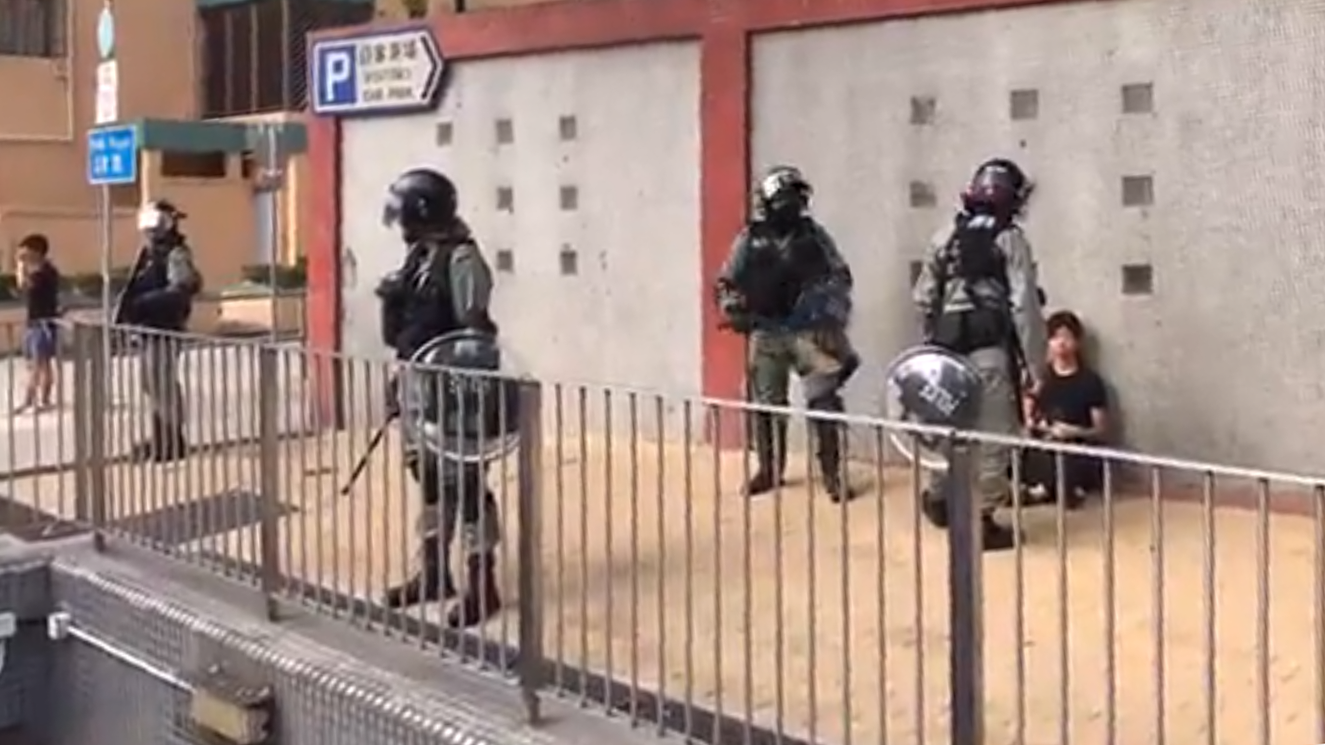
有少女在玉蓮臺外被捕

### 大埔

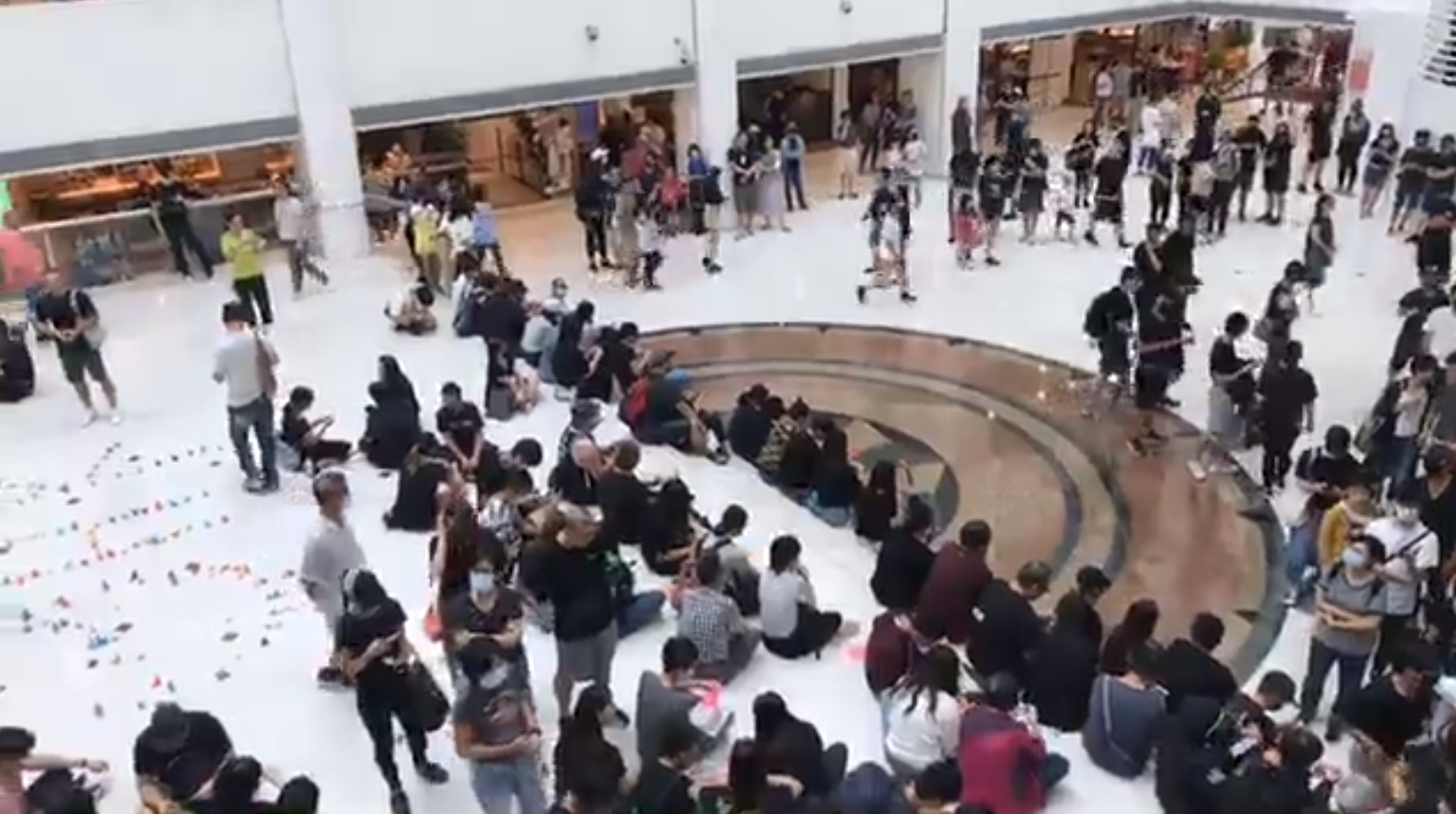
活動開始時，大埔超級城中庭有逾百人聚集

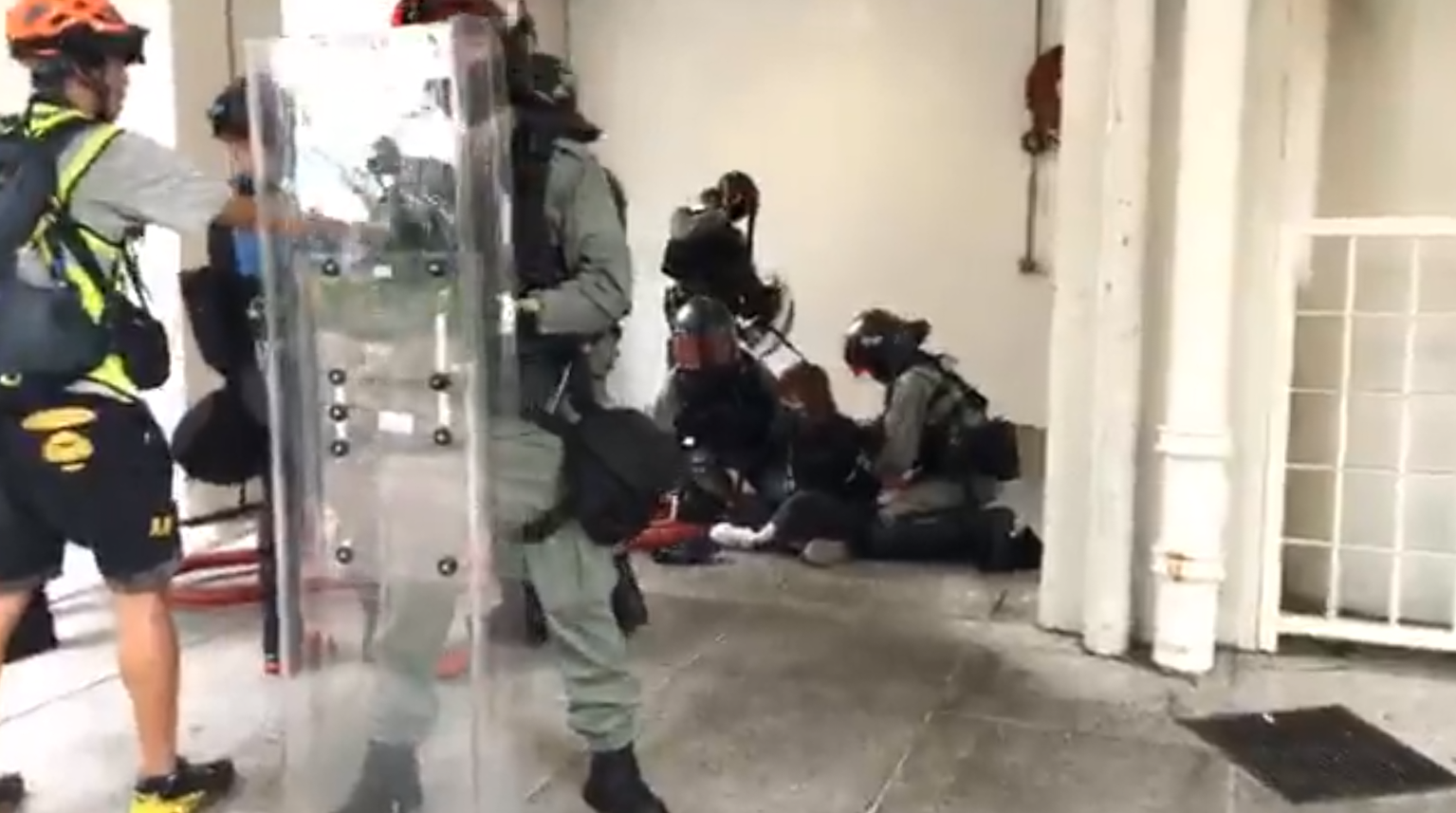
防暴警察在大埔超級城外制服至少兩人

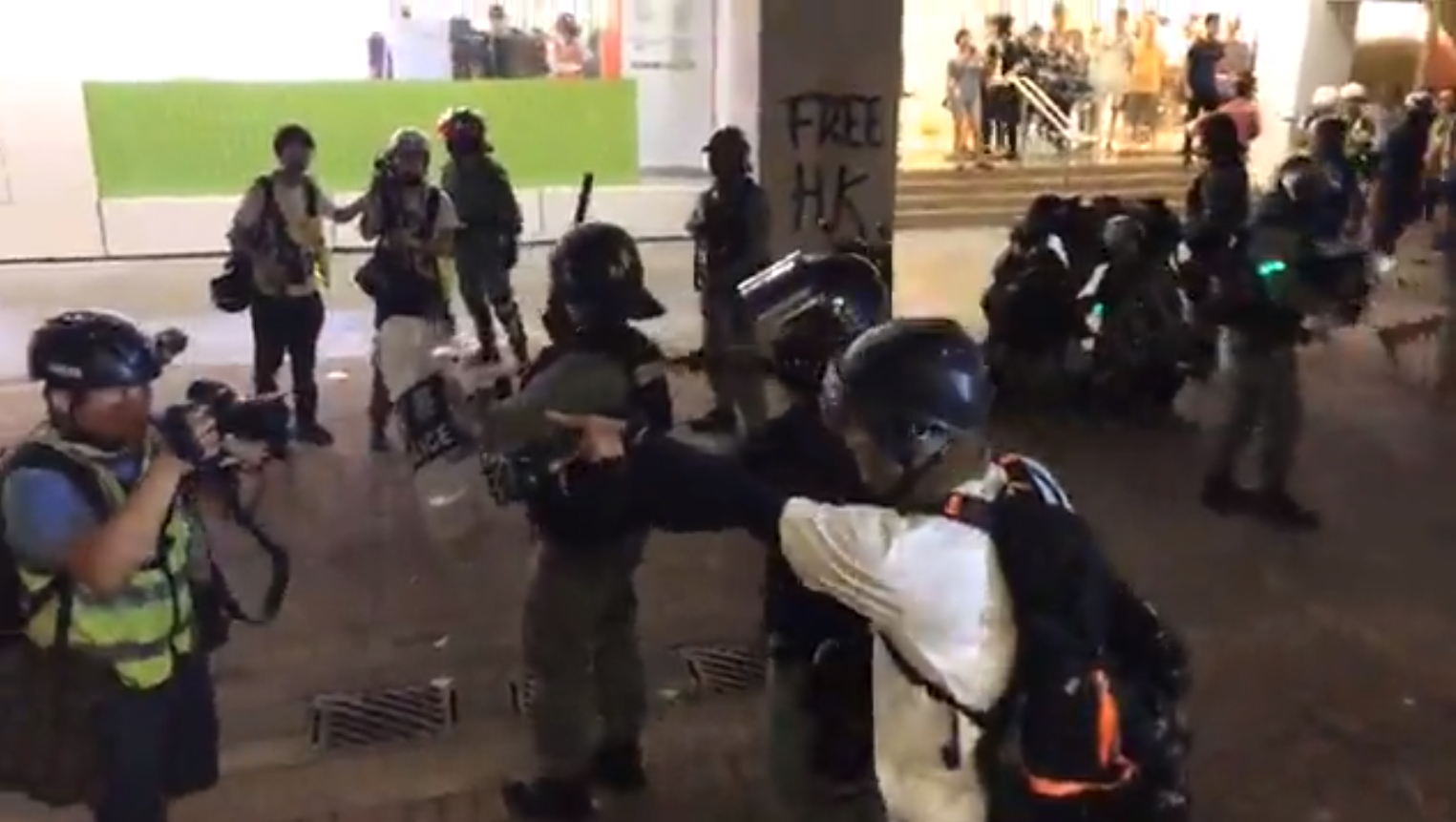
晚上9時35分，防暴警衝上行人路制服最少2女1男

下午1時許，大埔超級城有逾百人聚集，有人高唱《願榮光歸香港》和叫口號。其後有示威者在優品360零食店外塗鴉，而Starbucks咖啡店招牌被噴漆。到下午2時半，防暴警員追逐從商場出來的示威者，至少2男1女被制服。到下午4時許，有示威者在大埔太和路堵路，而防暴警舉起黑旗及長槍戒備。到傍晚6時許，示威者以快閃形式，先後毀壞容海恩辦事處、交通銀行、工聯會及政府合署。到晚上9時，防暴警登上連接大埔一田的天橋，廣播警告在一田前有不少人士聚集，指他們非法集結，警員之後警離開上車。不過30分鐘後再次到場，衝上天橋制服最少2女1男。到10時許再有人於大埔太和路堵路設路障，防暴警再上天橋驅散。其間有示威者擲玻璃樽，警員再度向天橋方向開多槍，現場發現至少7枚布袋彈彈殼。到凌晨零時，示威者第4次在大埔太和道設路障後，一名白衣男子沒有為意防暴在後面而被帶上警車。期間，大埔中心6樓單位的玻璃窗爆裂，疑被警方的布袋彈擊中損毀。不過警方發言人指暫未接獲相關報案。

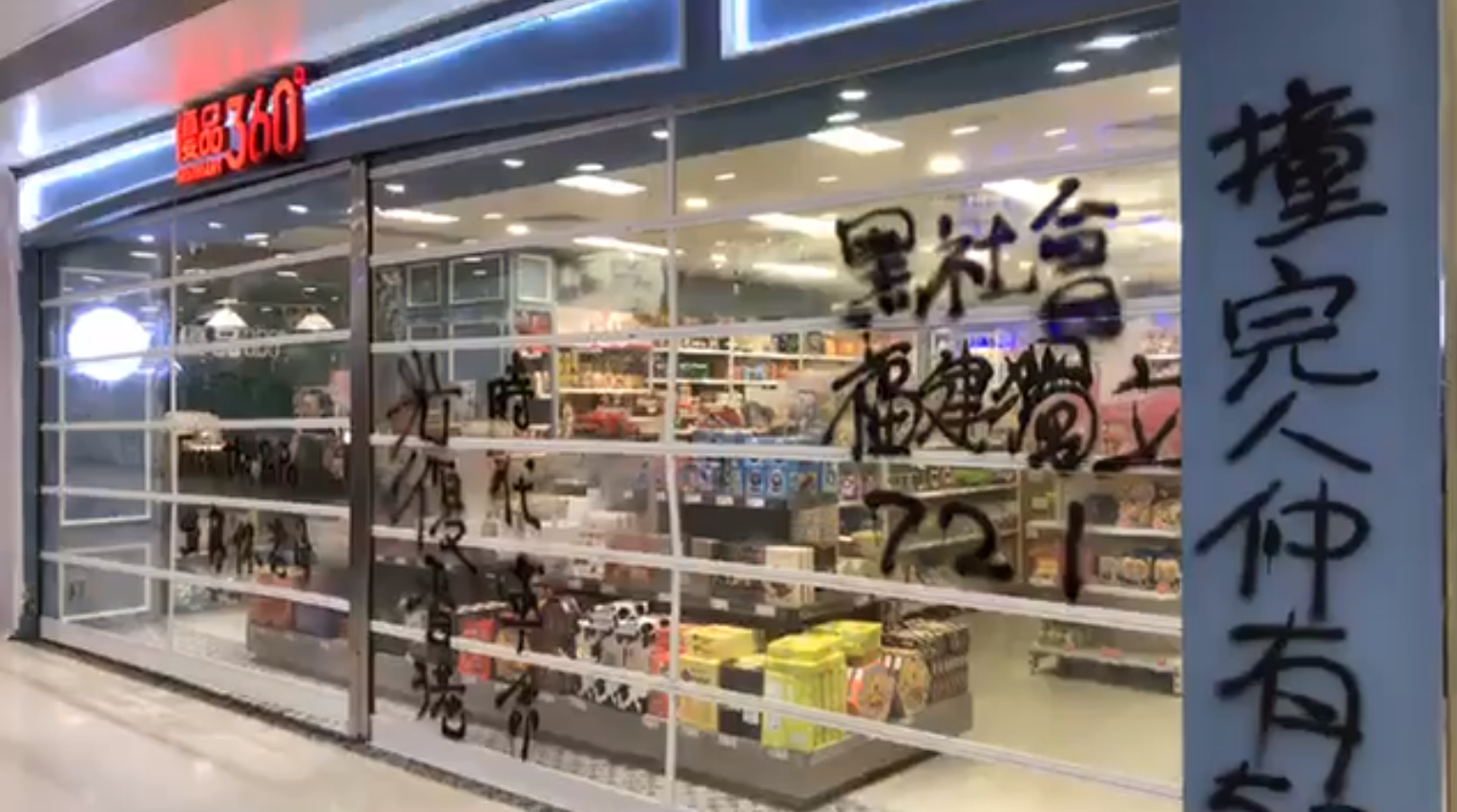
優品360零食店被人塗鴉
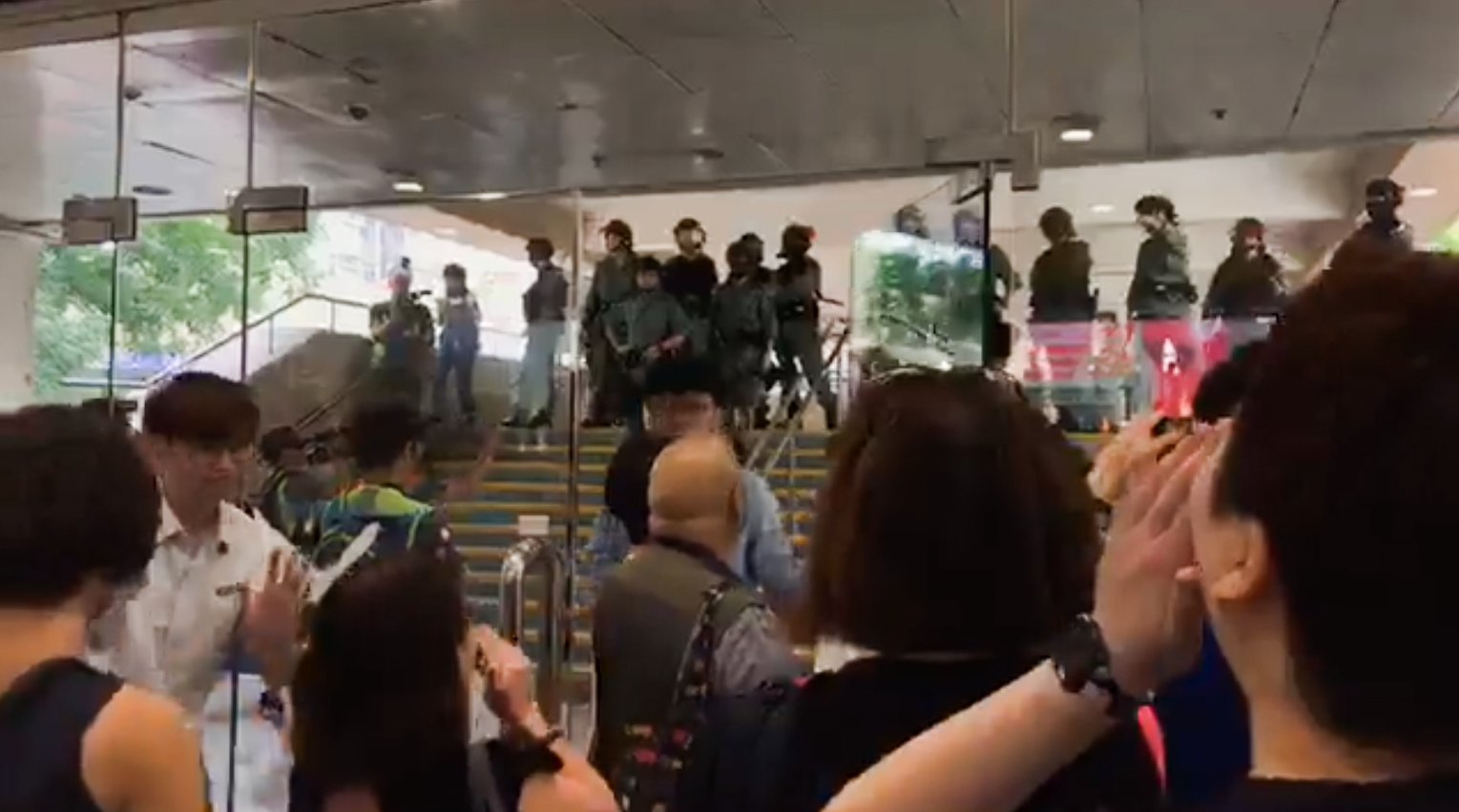
市民要求防暴警員不要衝入商場
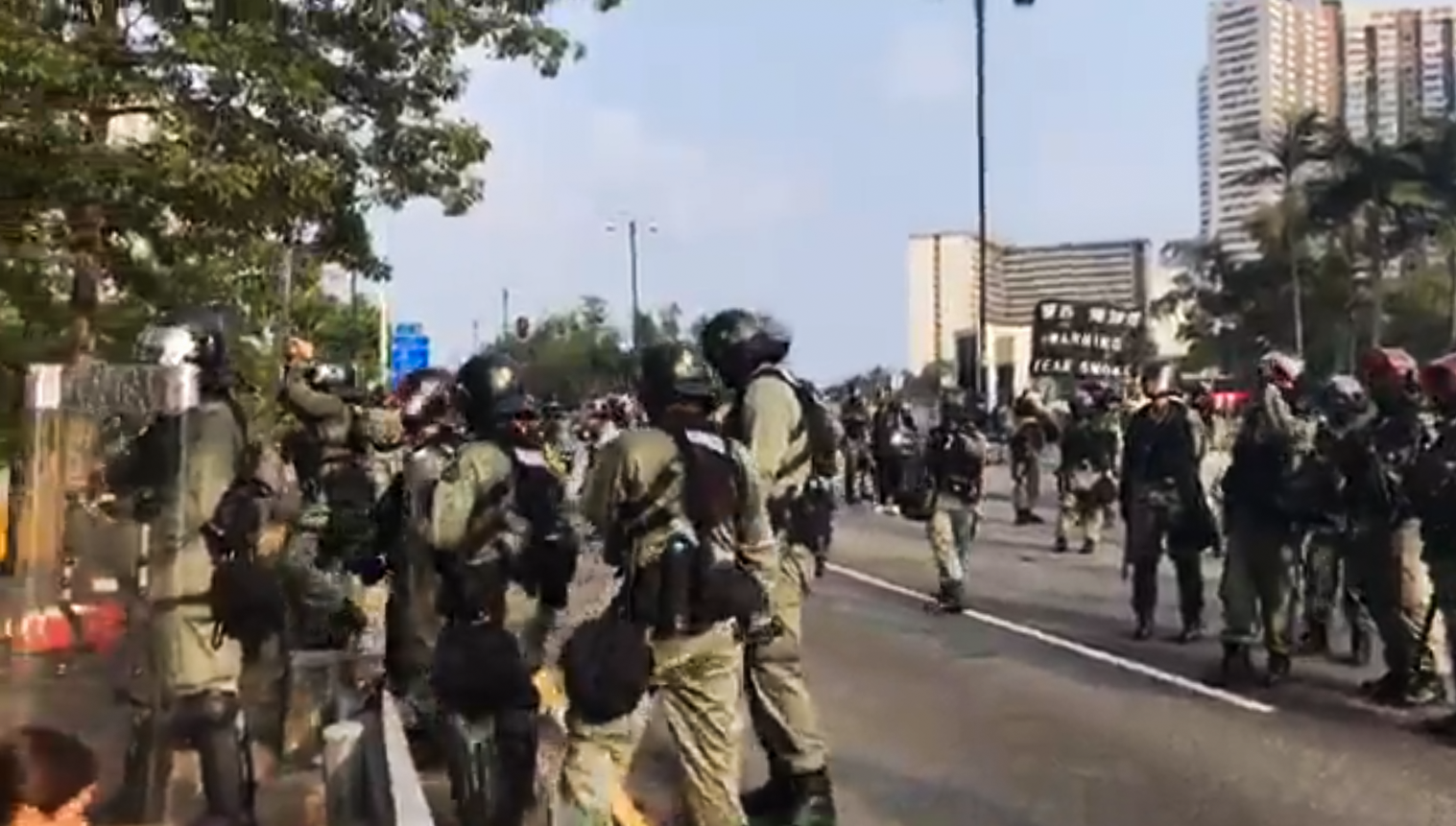
防暴警在大埔太和路舉起黑旗
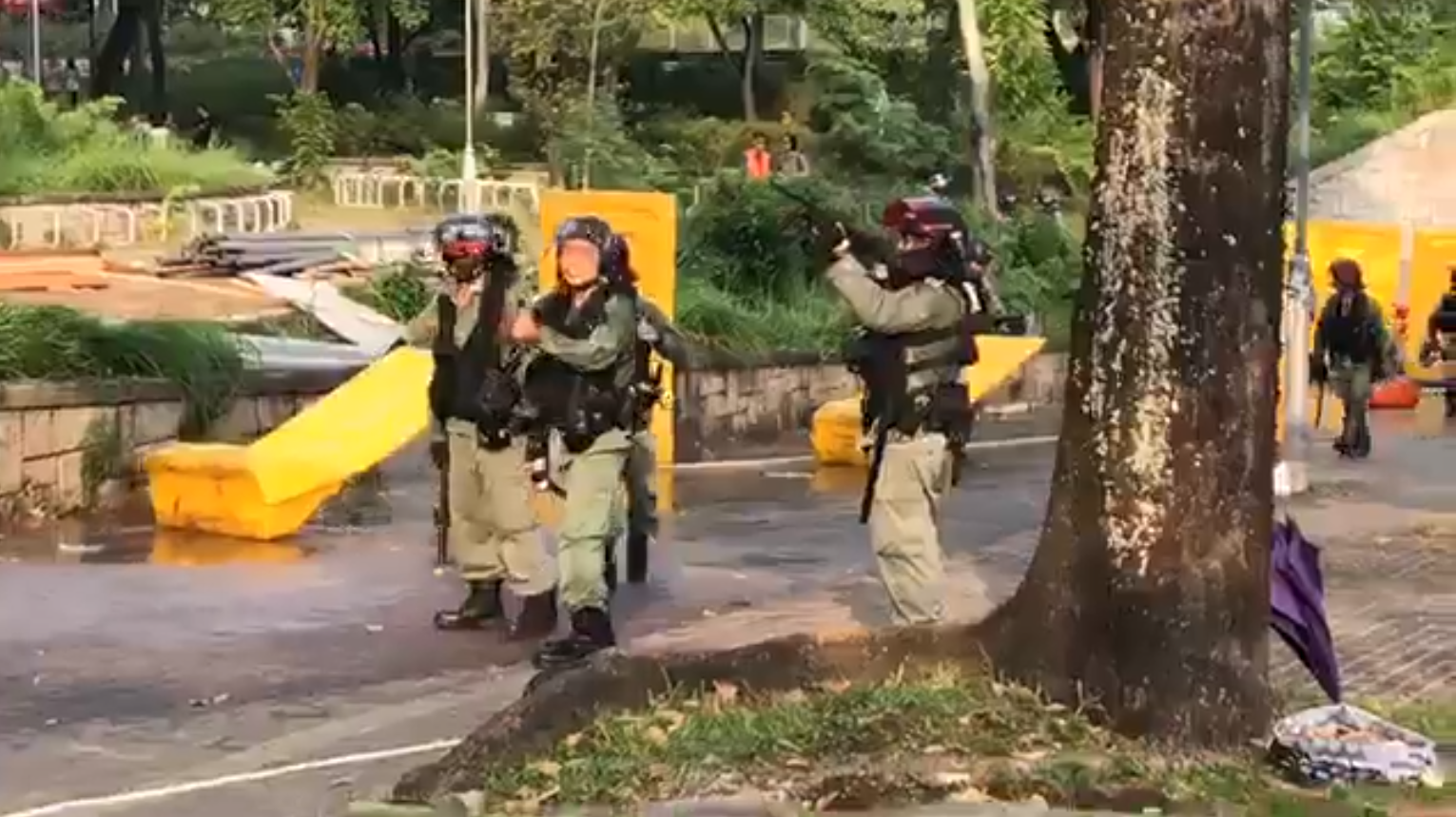
防暴警在大埔超級城外向市民方向舉槍
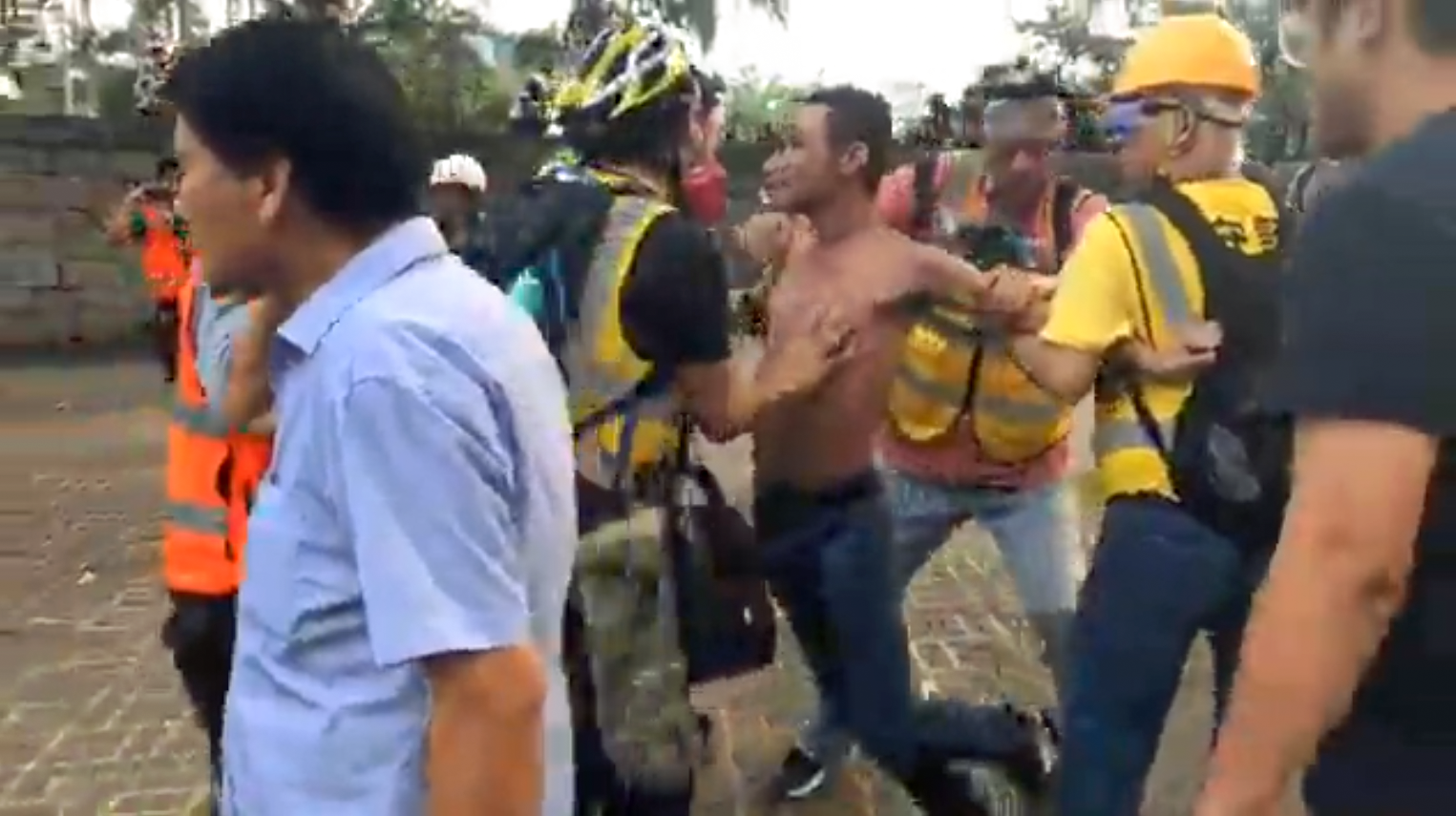
有市民不滿警方行動脫去上衣，需要區議員和守護孩子成員調停
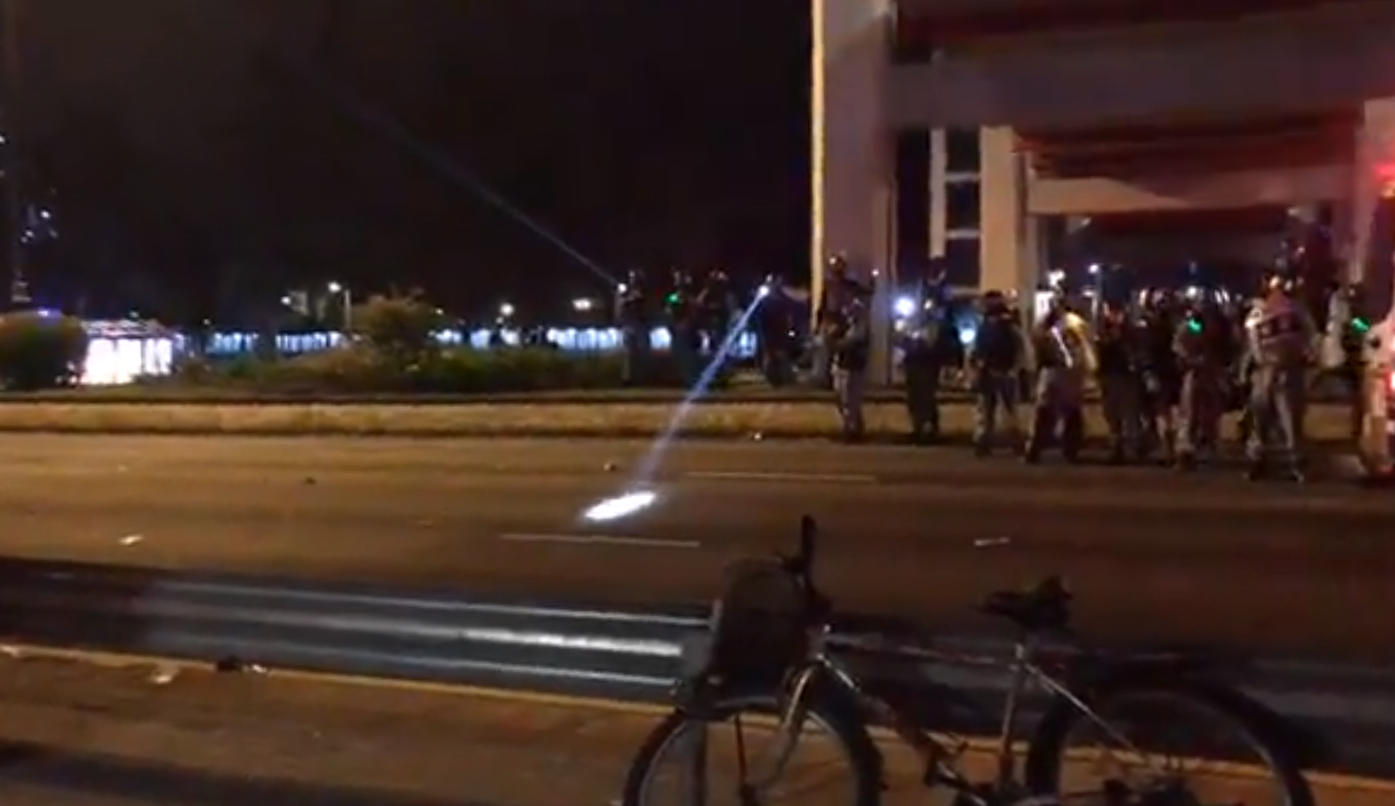
晚上10時半，警員用射燈照射向大埔中心方向

### 沙田

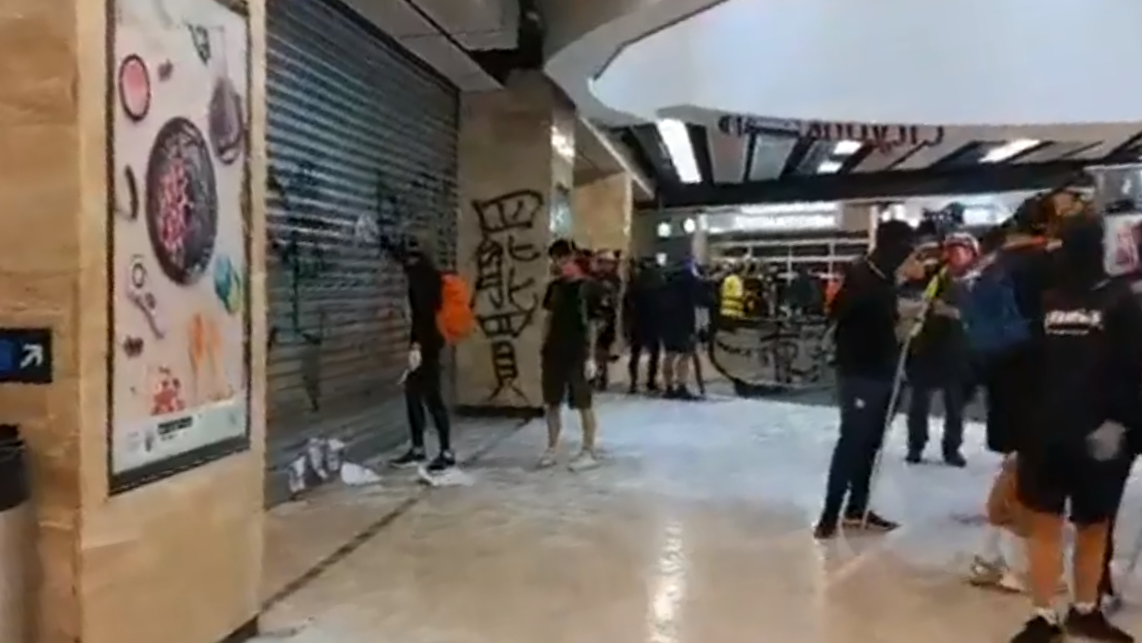
晚上6時許，沙田站大堂被示威者破壞

沙田新城市廣場內的華為、小米專賣店，優品360零食店、中國銀行櫃員機和沙田站大堂被人破壞。
荃灣沙咀道一間中國銀行分行均被示威者打砸和焚烧。而警察先後闖入PopCorn商場和荃灣廣場襲擊市民及隨意拘捕街坊，其中而荃灣廣場有人破壞美心集團旗下的元氣壽司後，至少6人於商場內外被捕。警員行動引起圍觀市民不滿，不斷指罵警員。

### 太古

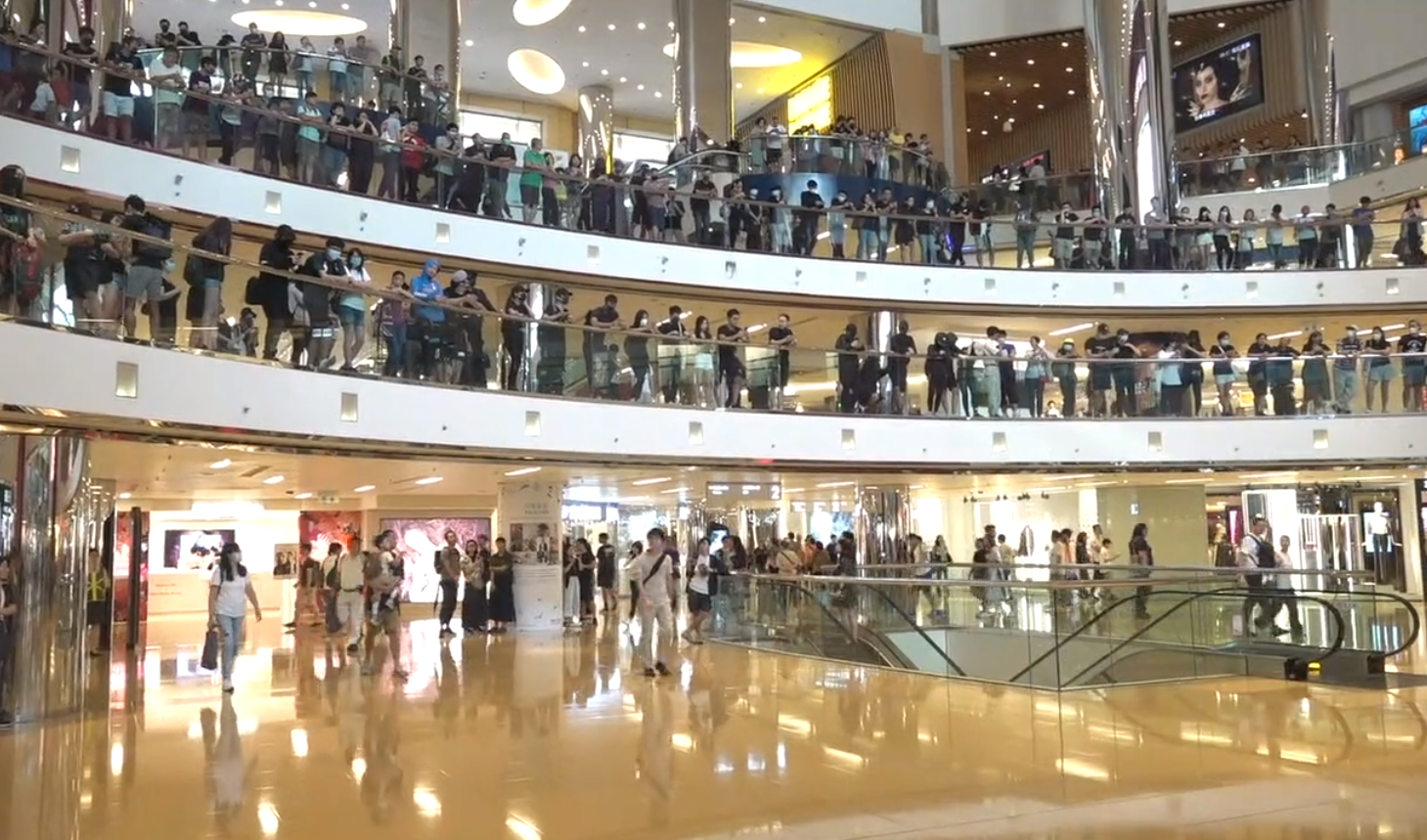
太古城中心“罷買日”，不少人在中庭聚集

在太古，不少市民響應在商場罷買及集會行動。在下午4時許，有示威者在太古站E2出口寫滿了字句。數分鐘後，大批防暴警員從港鐵站內走出英皇道，引起市民不滿。到傍晚5時22分，大批防暴警察在港鐵太古站戒備，港鐵表示會關閉車站。此外太古城中心保安指商場亦會關閉。

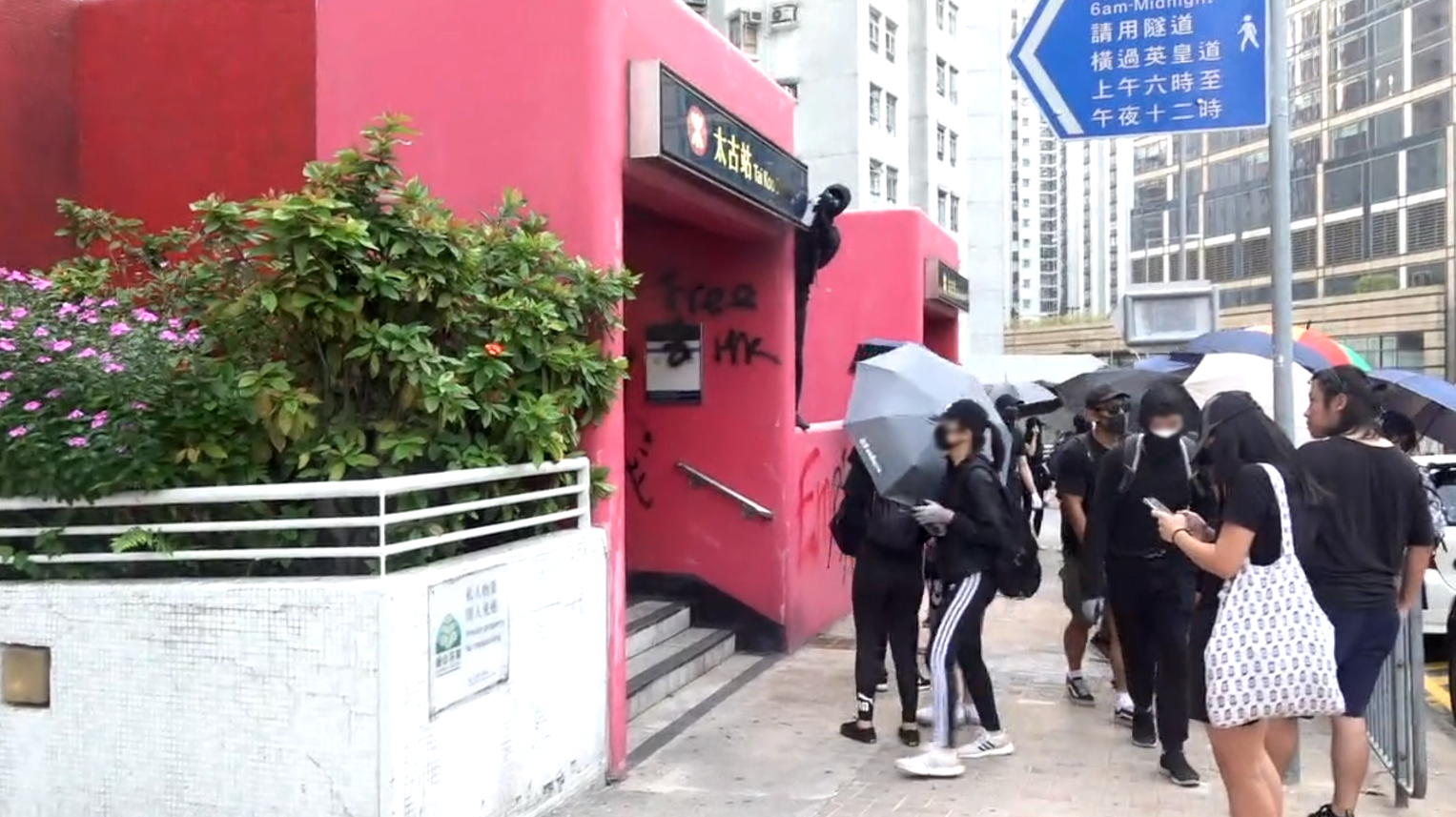
示威者在太古站E2出口寫滿了字句
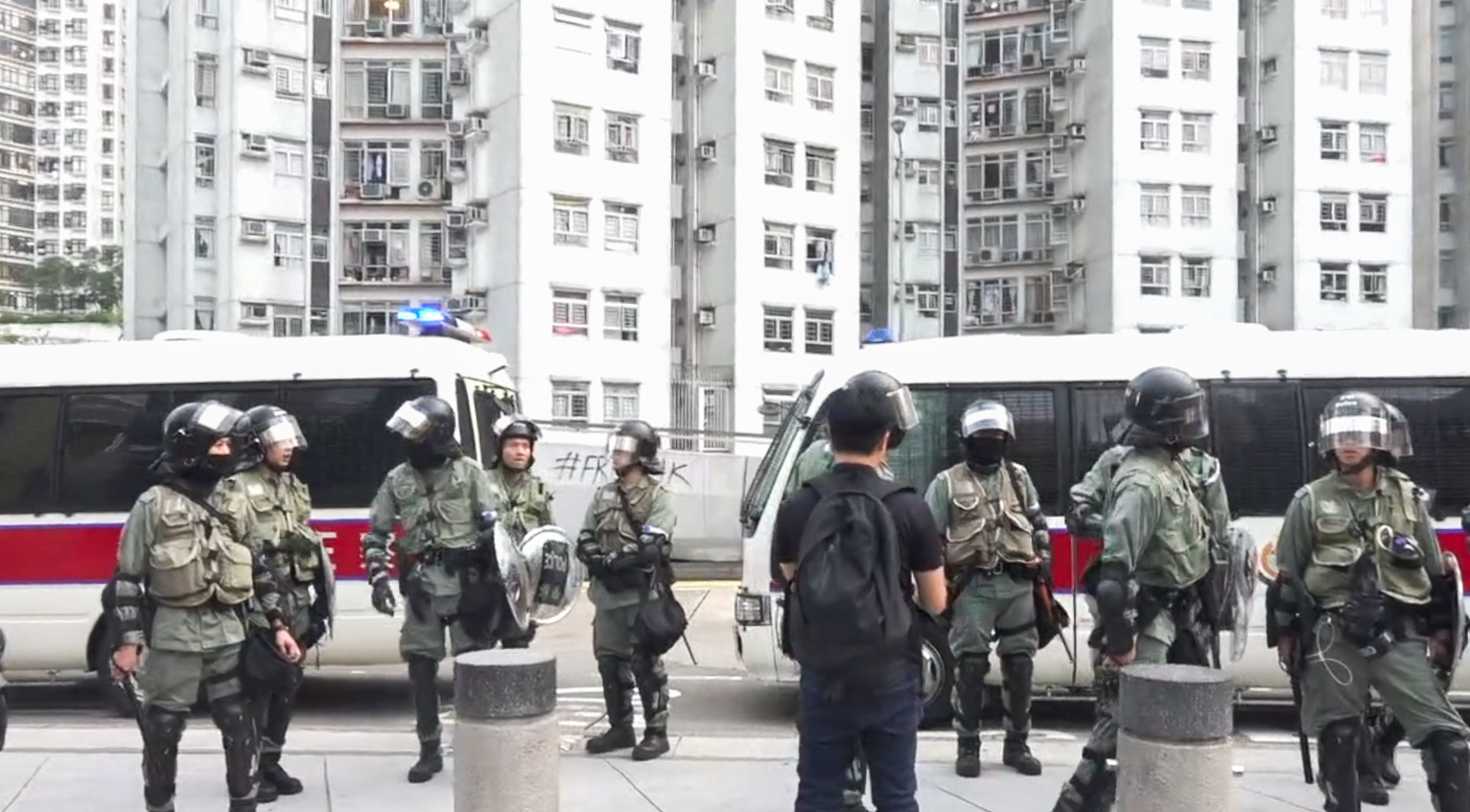
大批防暴警員在太古城中心外
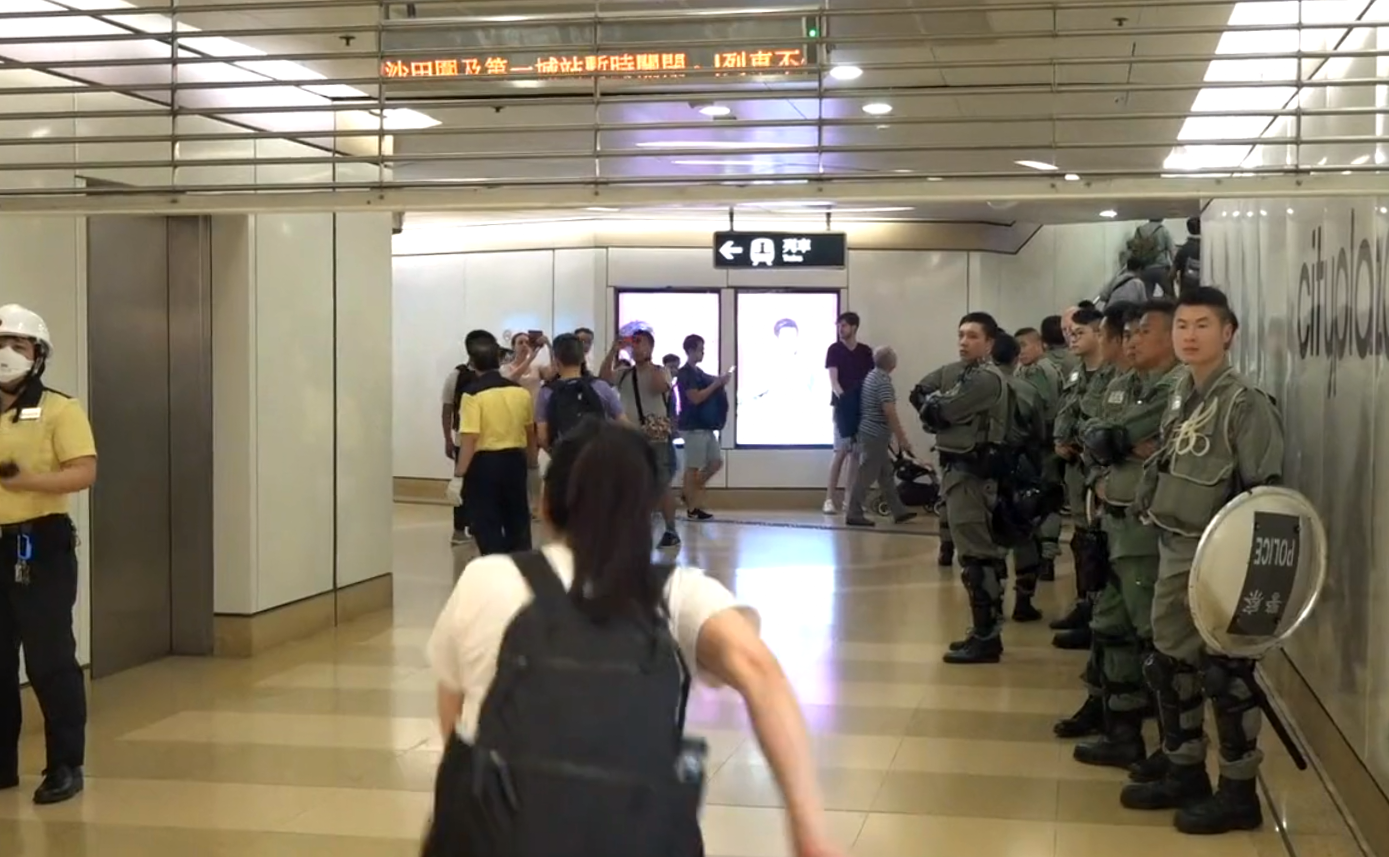
港鐵表示會關閉車站，大批市民紛紛離開
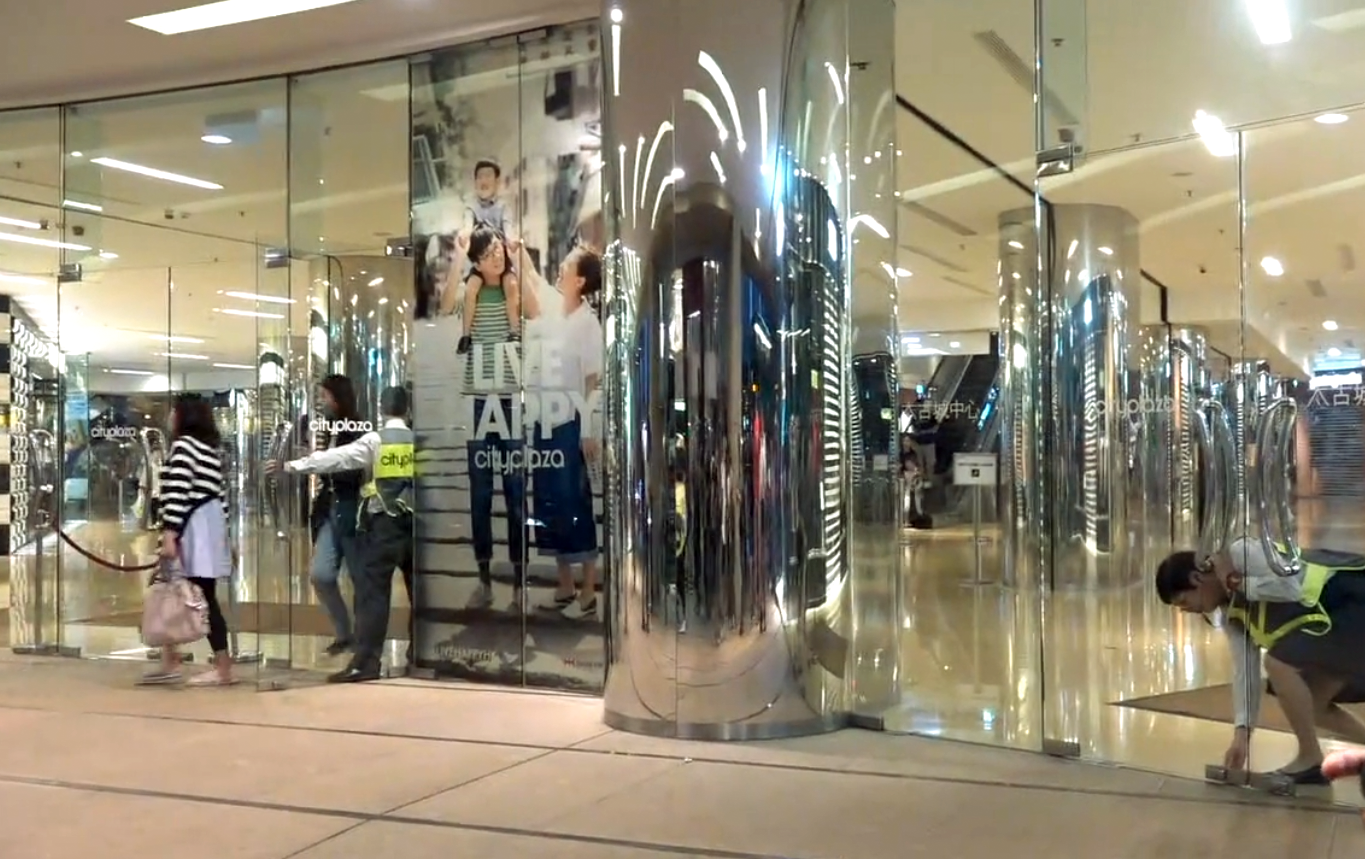
太古城中心在傍晚關閉

### 旺角

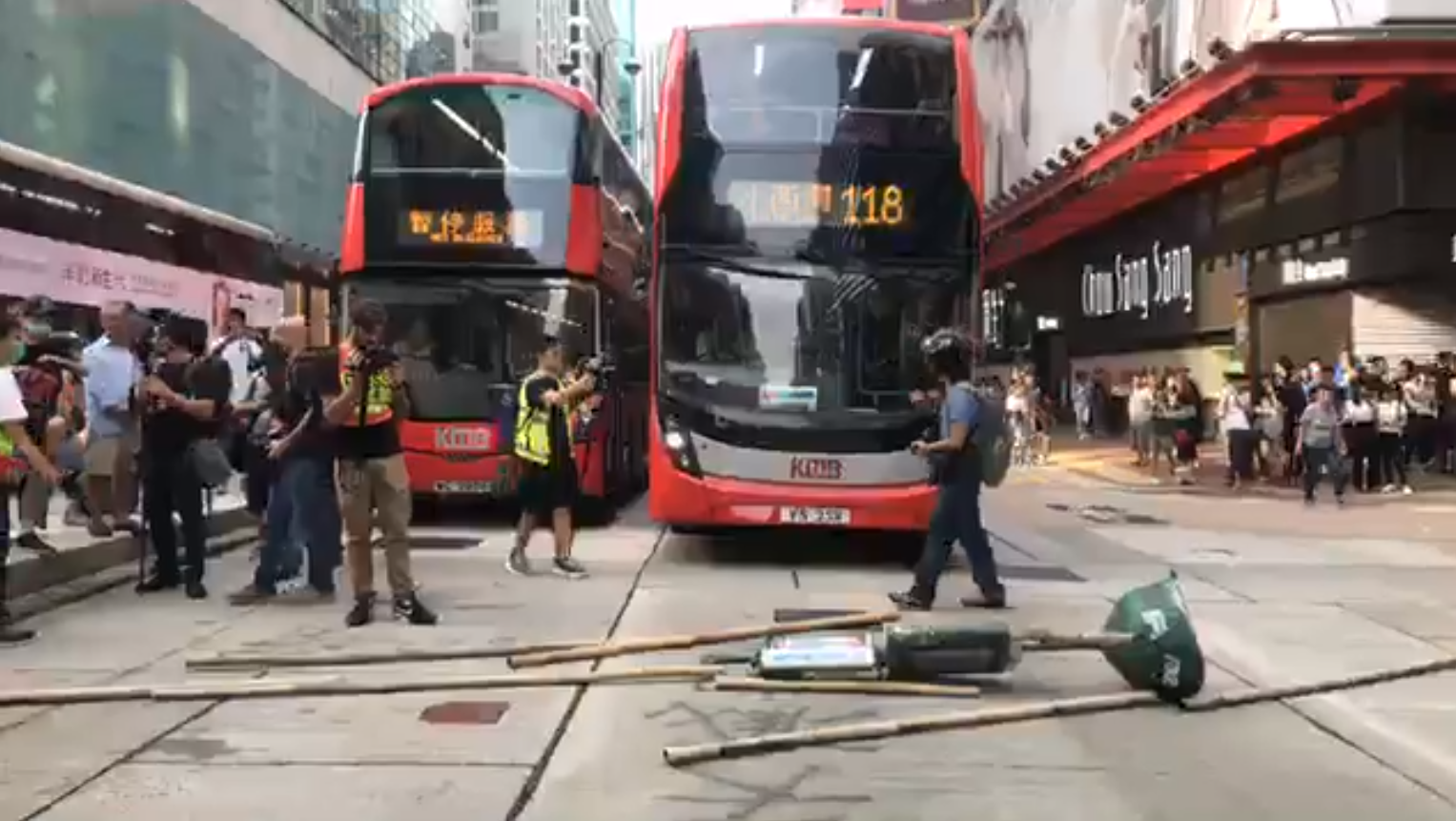
示威者利用巴士站牌設置路障

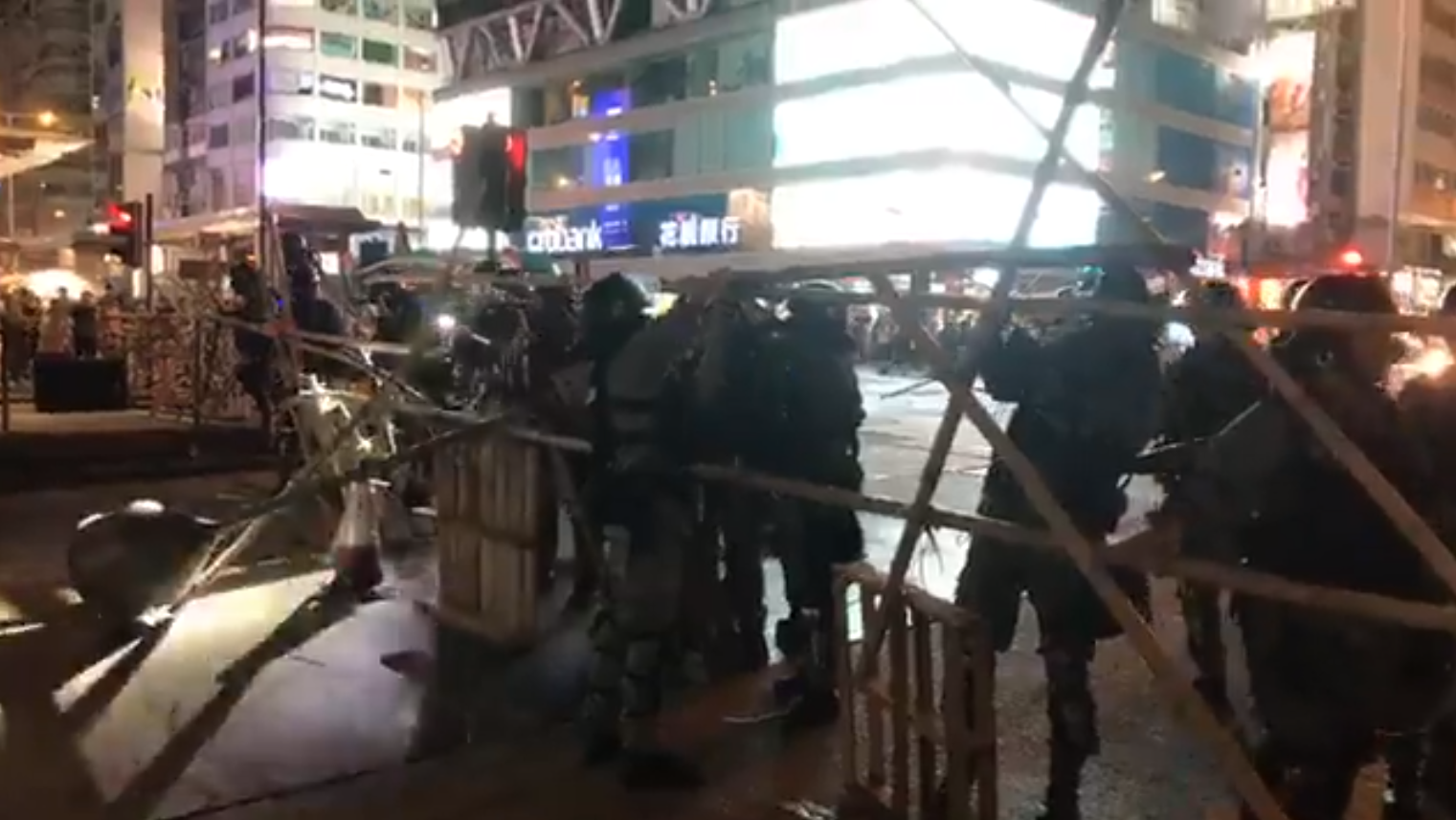
晚上，防暴警員清除示威者的棚架路障

在旺角，一批示威者在彌敦道和亞皆老街路口拆毀路邊欄杆，並將雜物設置在馬路。其後多輛警車和防暴警察趕到，示威者向內街四散，最少3人制服後被捕。其後再有示威者用雜物堵路。

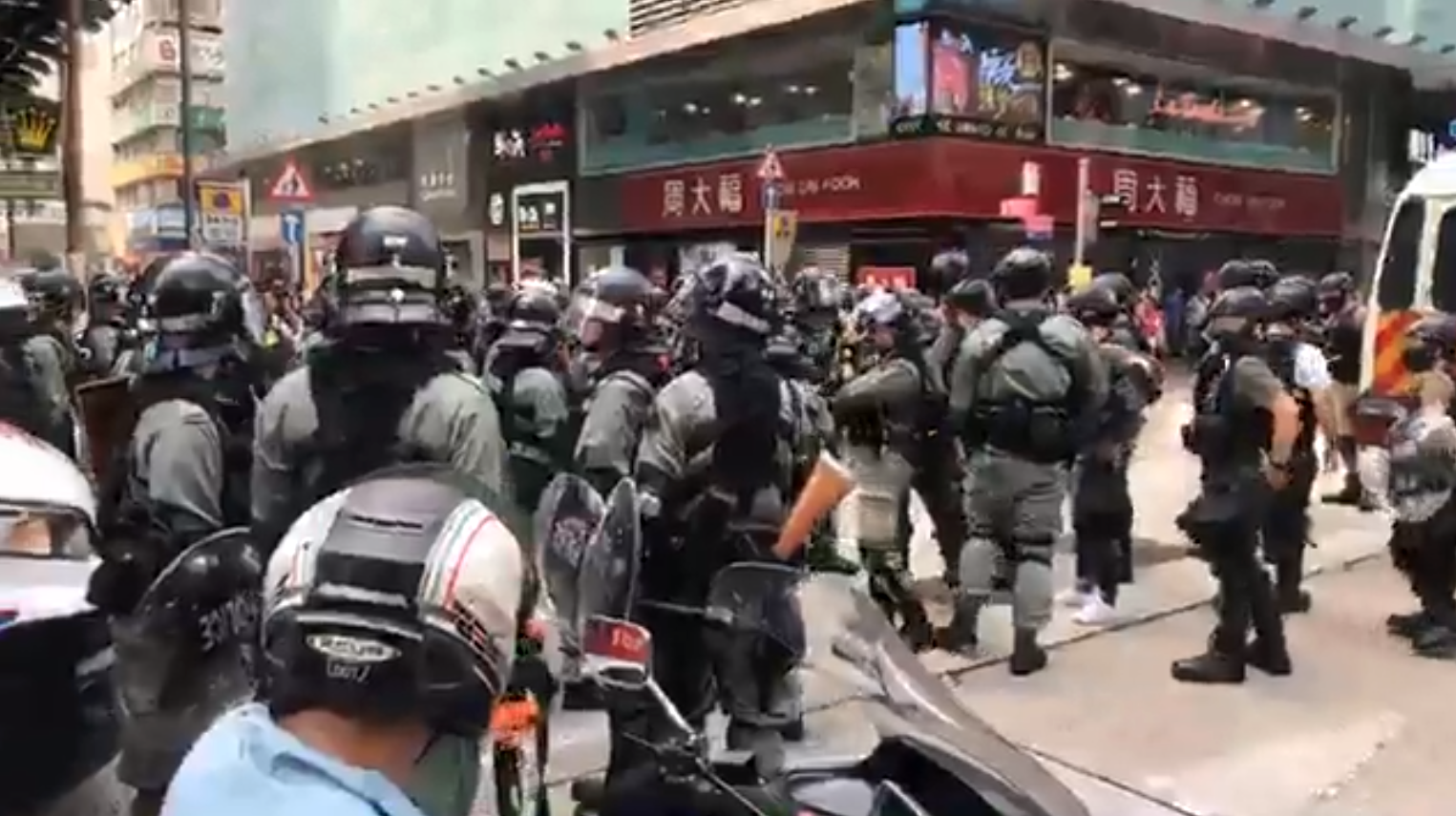
防暴警員在彌敦道
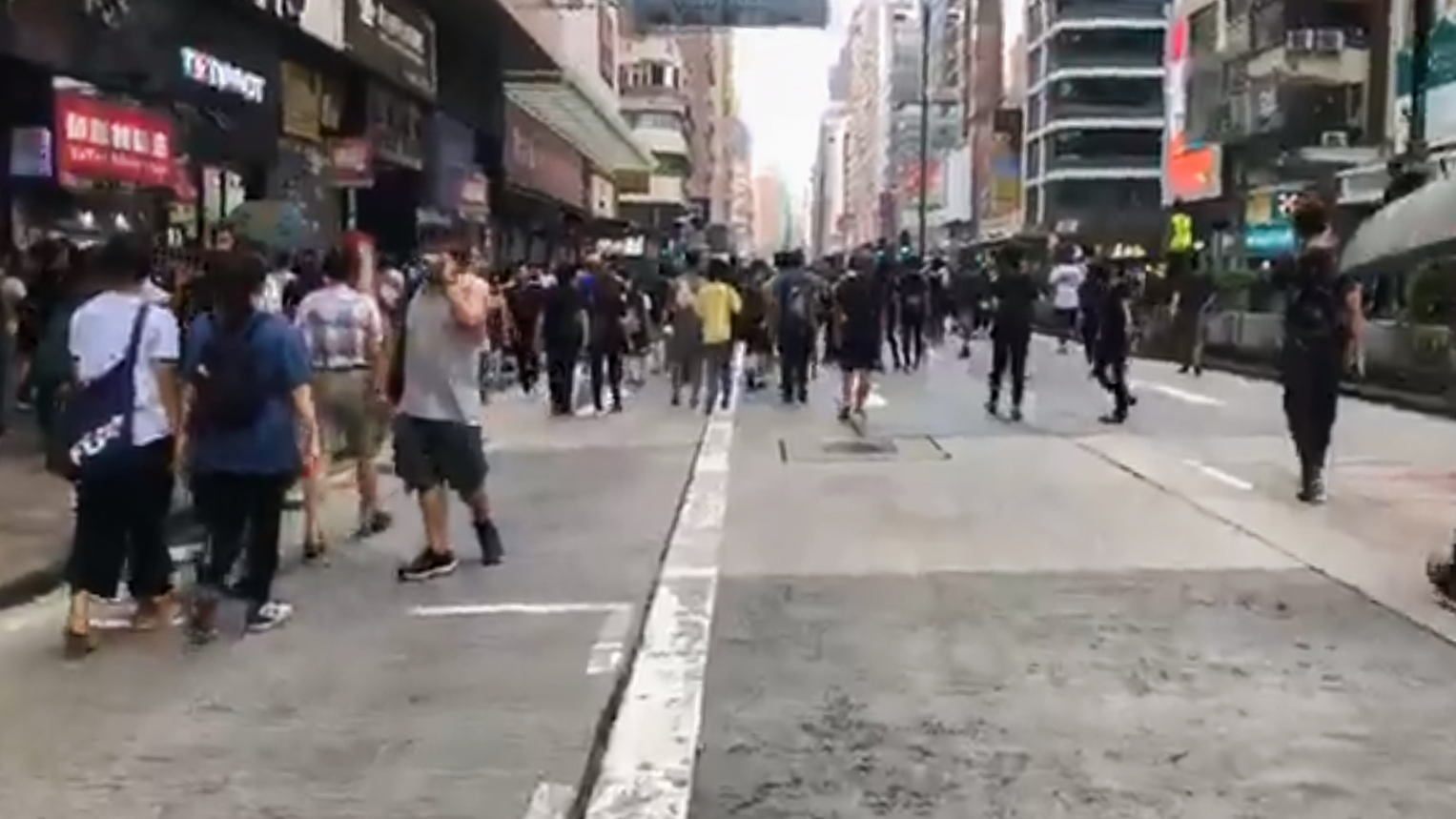
警員離開後，示威者在馬路上遊行
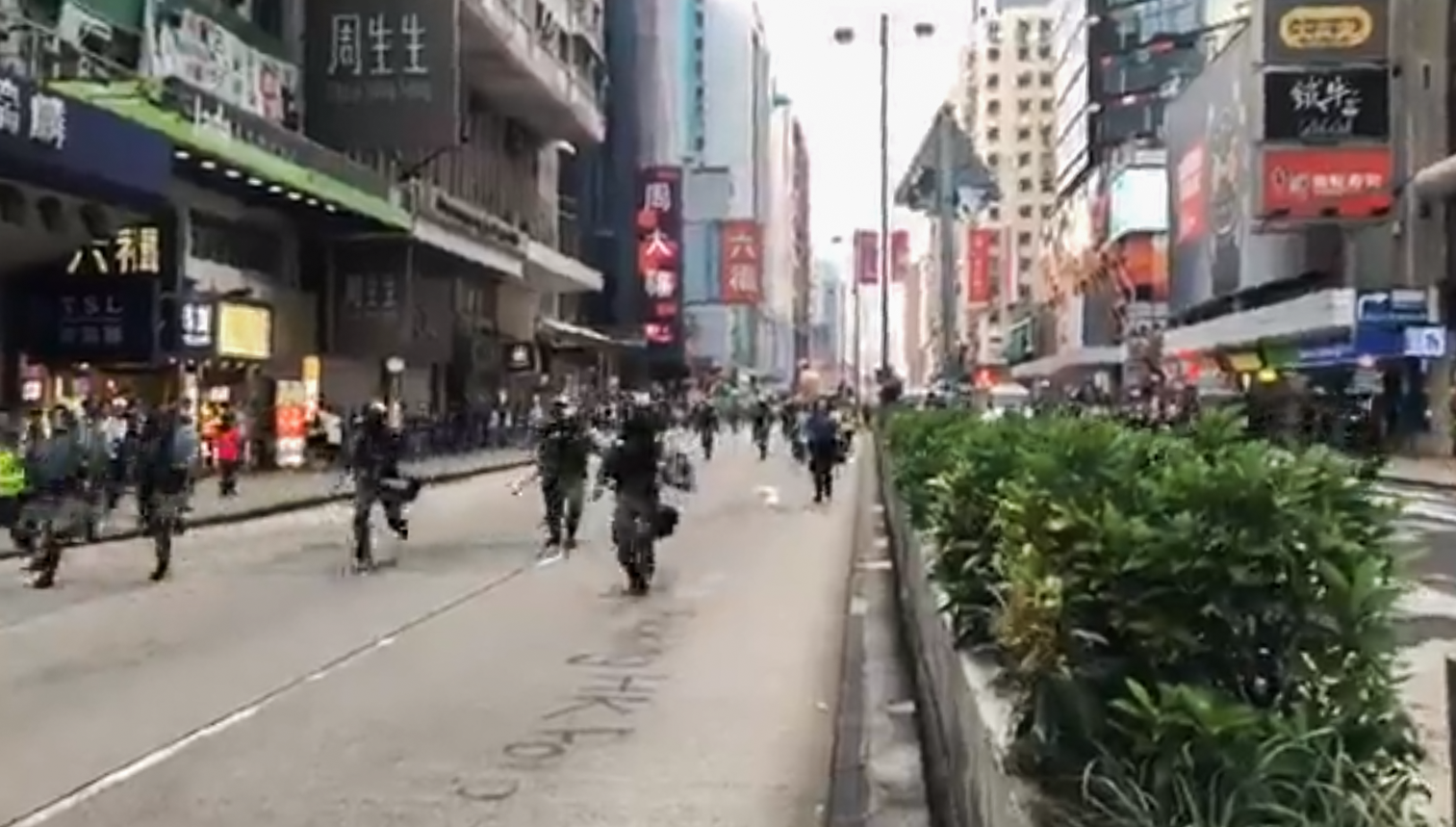
防暴警員在彌敦道追跑
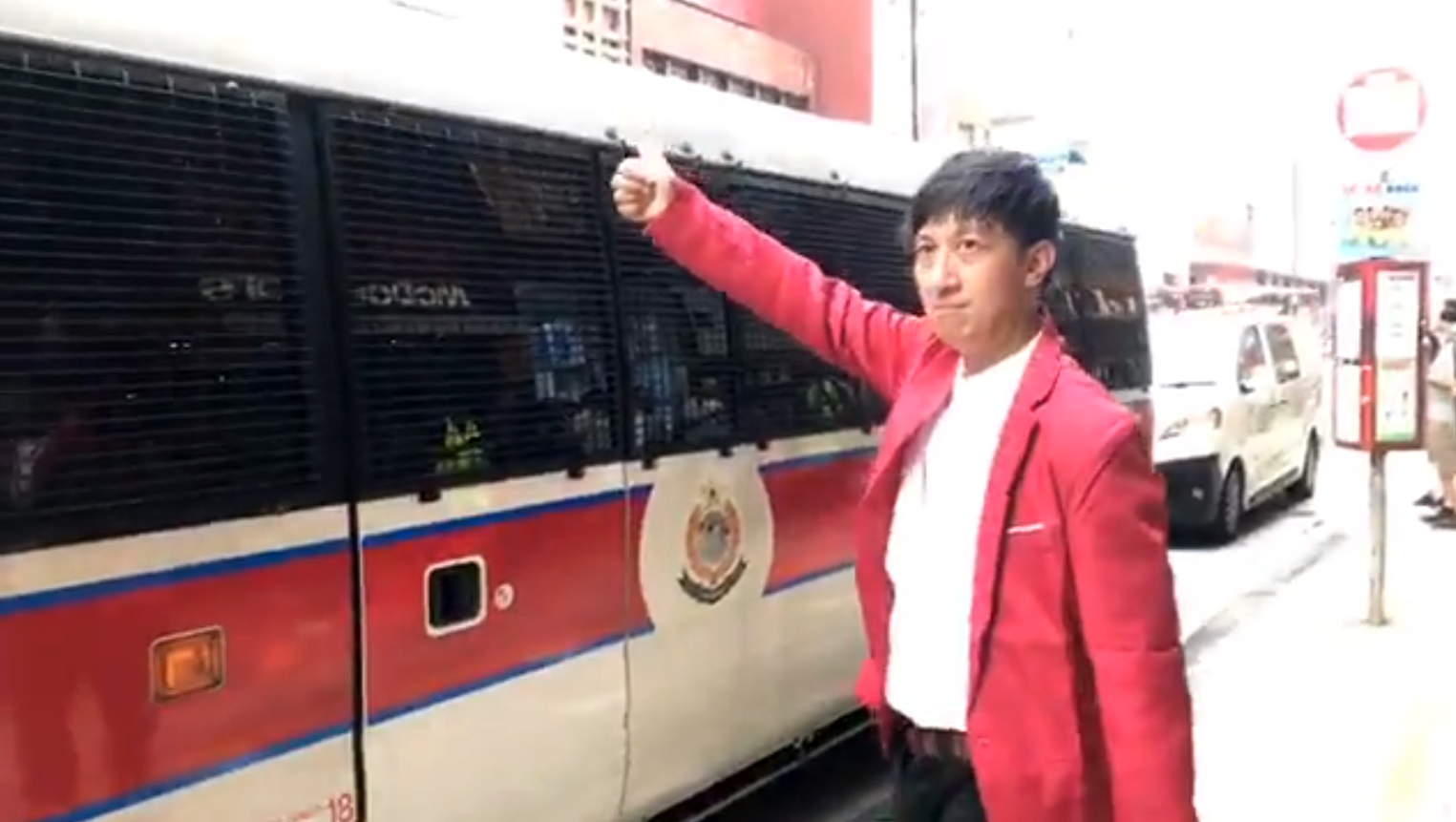
有市民支持警察
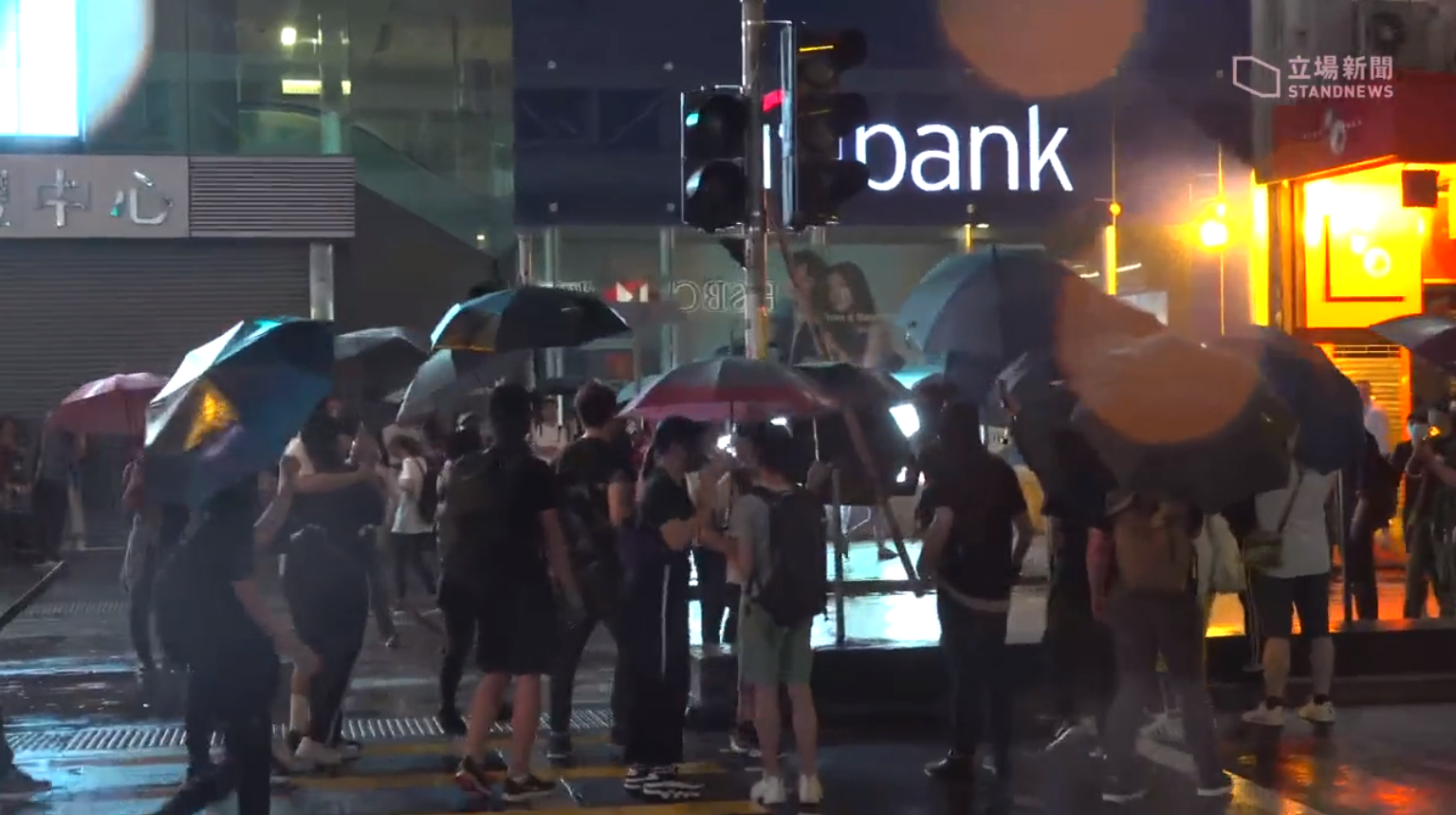
晚上，有示威者破壞交通燈
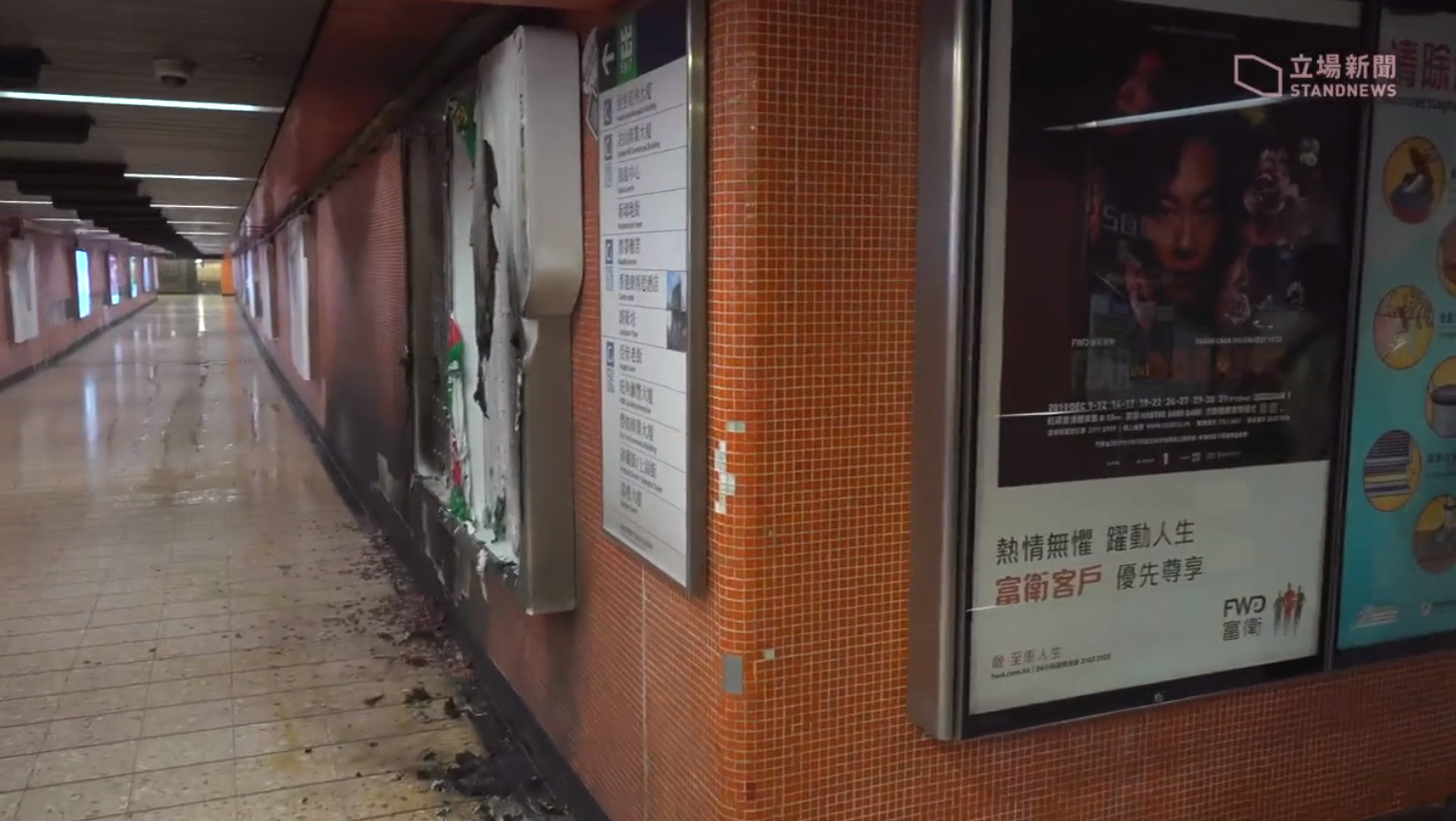
晚上，旺角站隧道外牆廣告燈箱被人焚燒，車站關閉

### 葵芳
葵芳新都會廣場的「優品360」被人破壞，事後有7人被捕。其中兩名男分別54歲和18歲男學生承認刑事損壞罪，法官羅德泉認為行動不是單一事件，形容是黑社會或流氓所為，是「見到一個無法無天嘅情況，公然地發生」，重判54歲無業男入獄8個月，並須向受害公司賠償1,134.5港元。而案件中，其中3名17至18歲的女生被判240小時社會服務令，一名15歲女生被判感化2年。律政司不滿刑罰過輕而提出覆核，到2021年10月6日裁定上訴得直，判4名女生入更生中心。

### 荃灣
荃灣廣場有人破壞美心集團旗下的元氣壽司後，至少6人於商場內外被捕。警員行動引起圍觀市民不滿，不斷指罵警員。

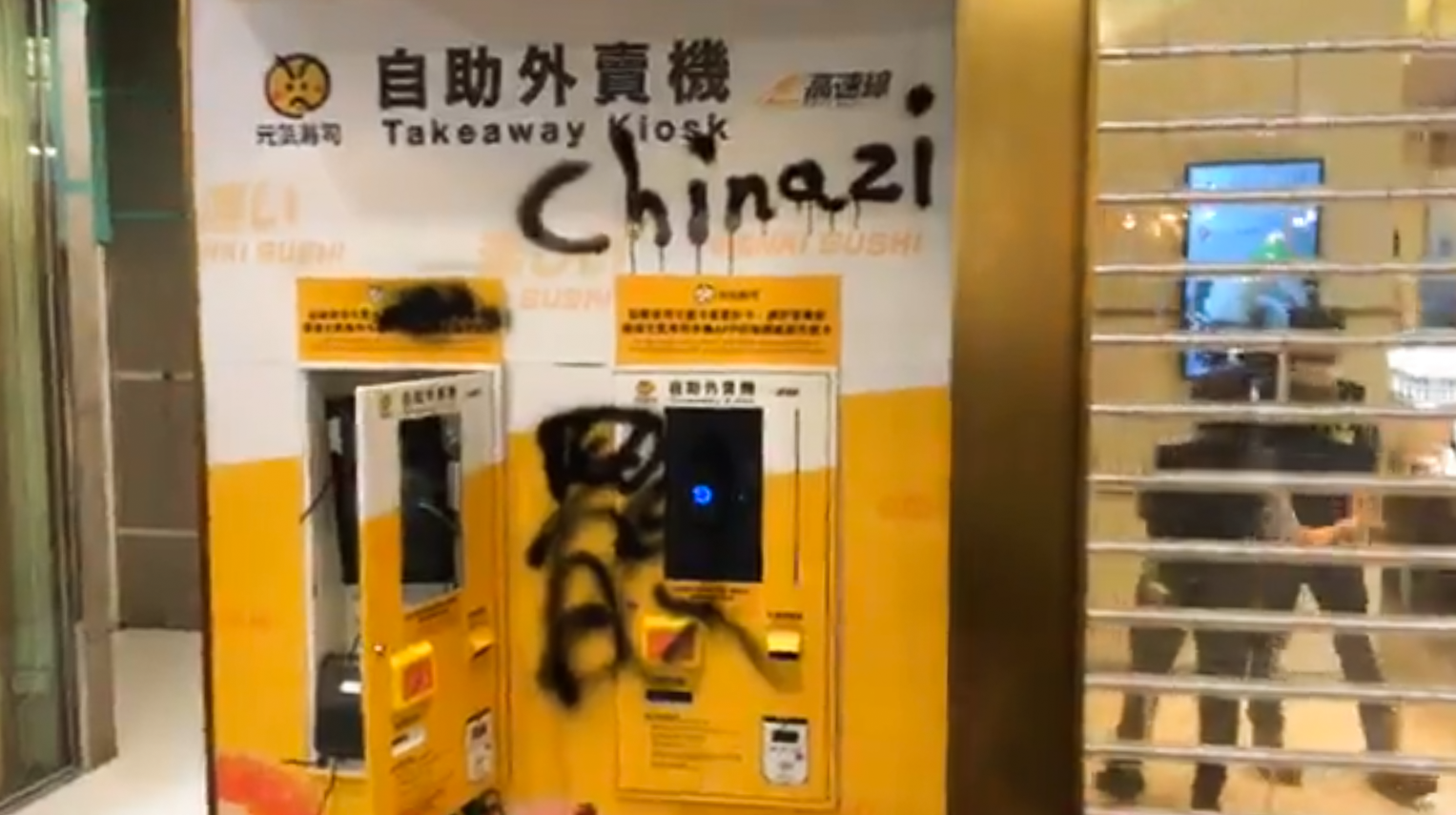
在荃灣廣場，有人破壞美心集團旗下的元氣壽司
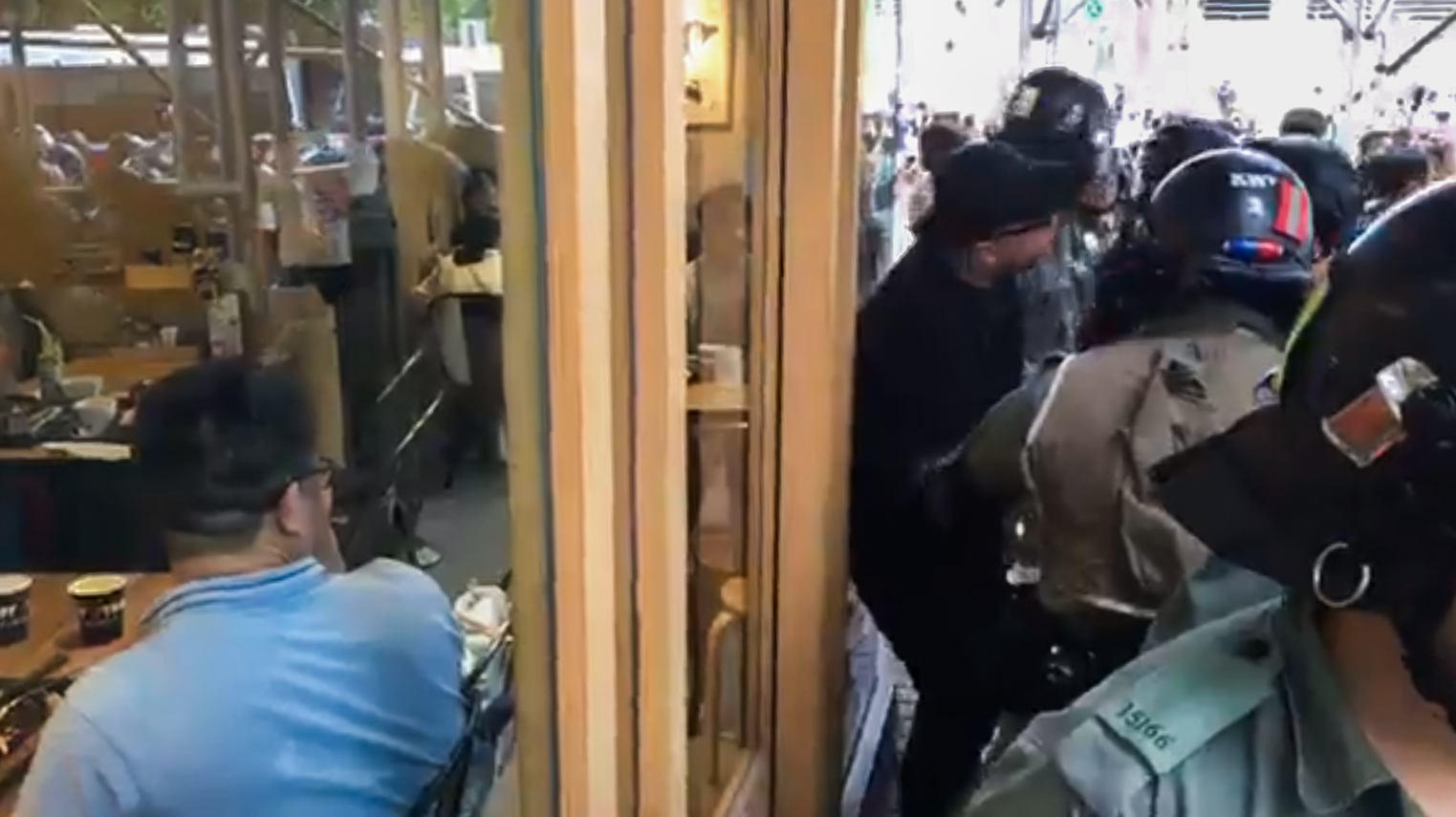
防暴警員在荃灣廣場外截查市民，之後被帶走
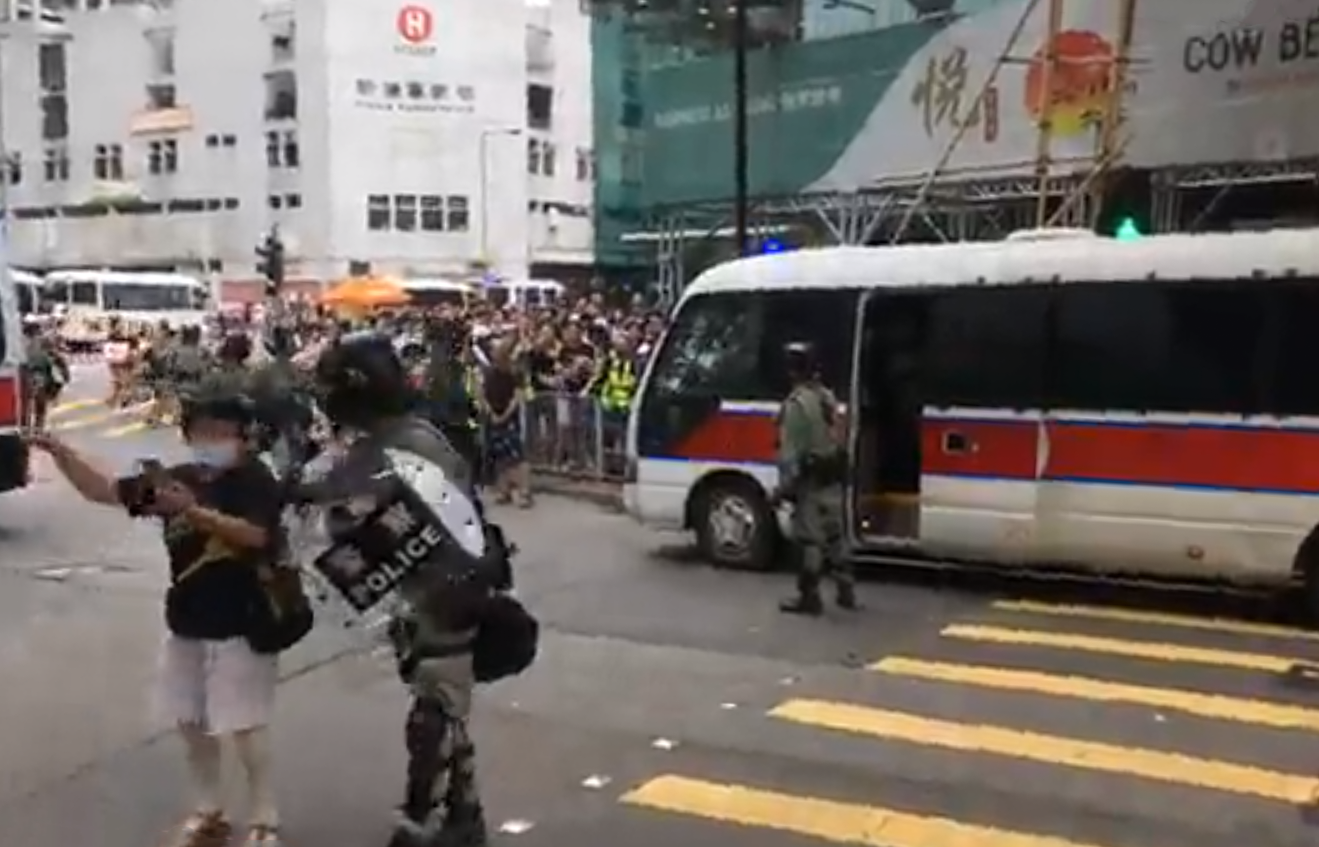
大批警車和防暴警員在荃灣廣場外

### 屯門

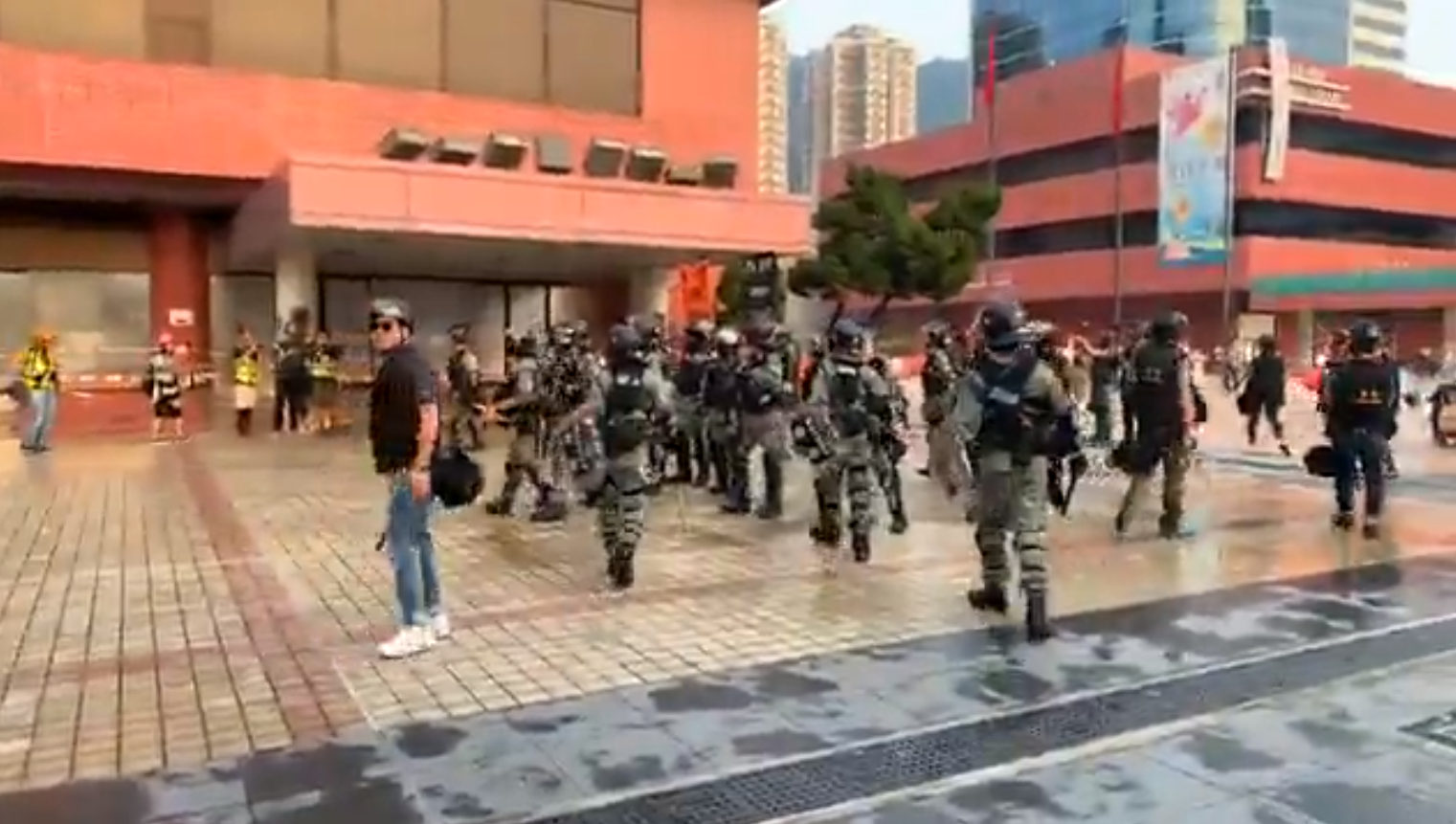
下午5時許，屯門大會堂平台的防暴警員先後舉橙旗及黑旗警告

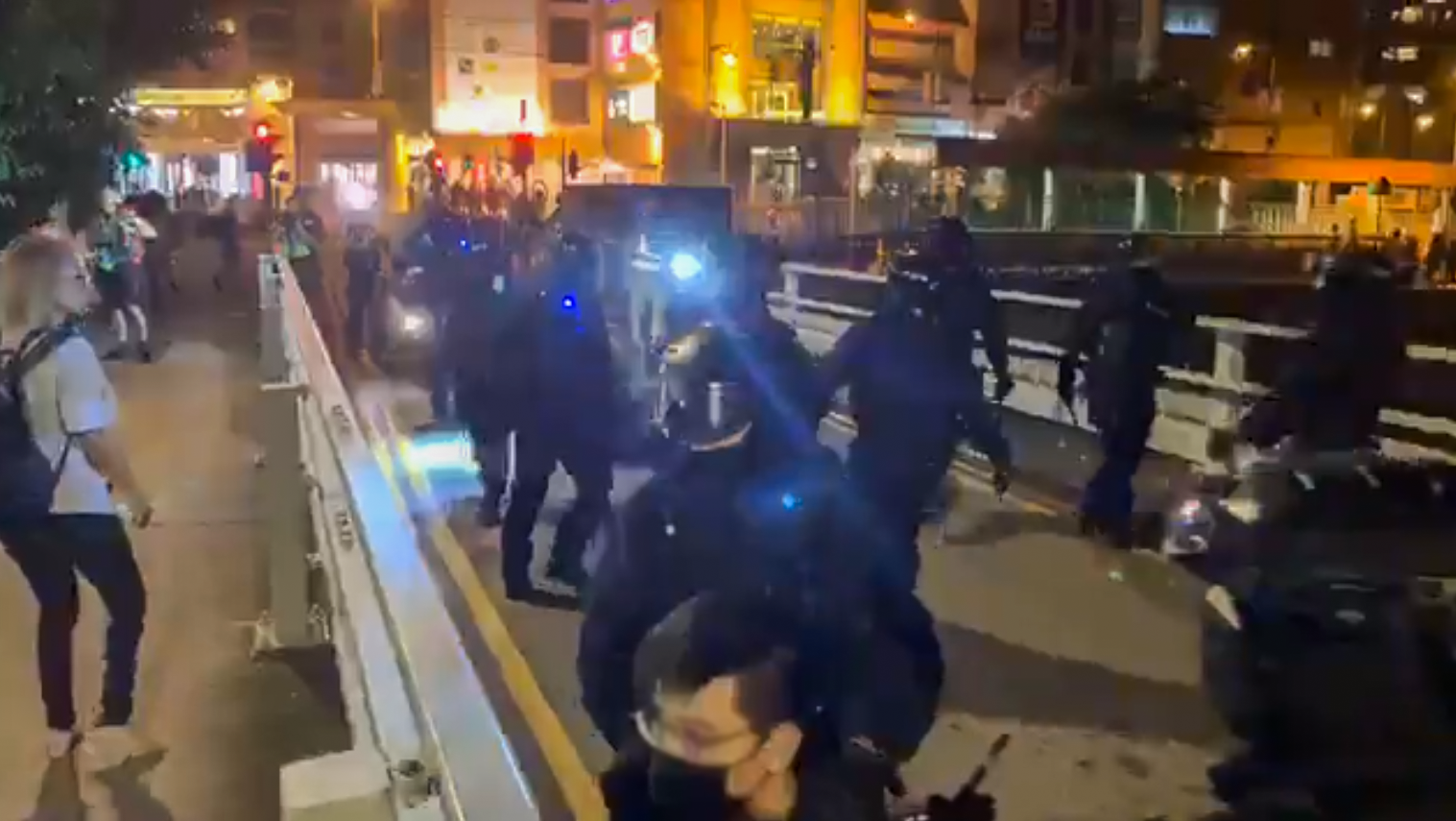
晚上7時許，至少一男一女在蔡意橋被速龍小隊制服

示威者在屯門多個輕鐵站破壞路軌裝置，屯門公路有路障雜物起火，屯門鄉事會路十字路口被堵塞和有火頭出現，警員多次到場清理。到下午5時許，屯門大會堂外的平台繼續有人聚集，防暴警察先後舉橙旗及黑旗警告，並一度衝入屯門時代廣場。現場不斷有人指罵警察，期間有示威者從高處擲物，警方則投擲催淚彈還擊。到晚上7時許，有人在卓爾居外十字路口設路障後，20至30名速龍小隊趕到現場並發射海綿彈，而示威者投擲汽油彈，至少一男一女在蔡意橋被捕。有市民批評警方行動，而速龍小隊突然衝前，邊行邊叫「我鍾意清邊度就清邊度，蒙面吖嗱」。

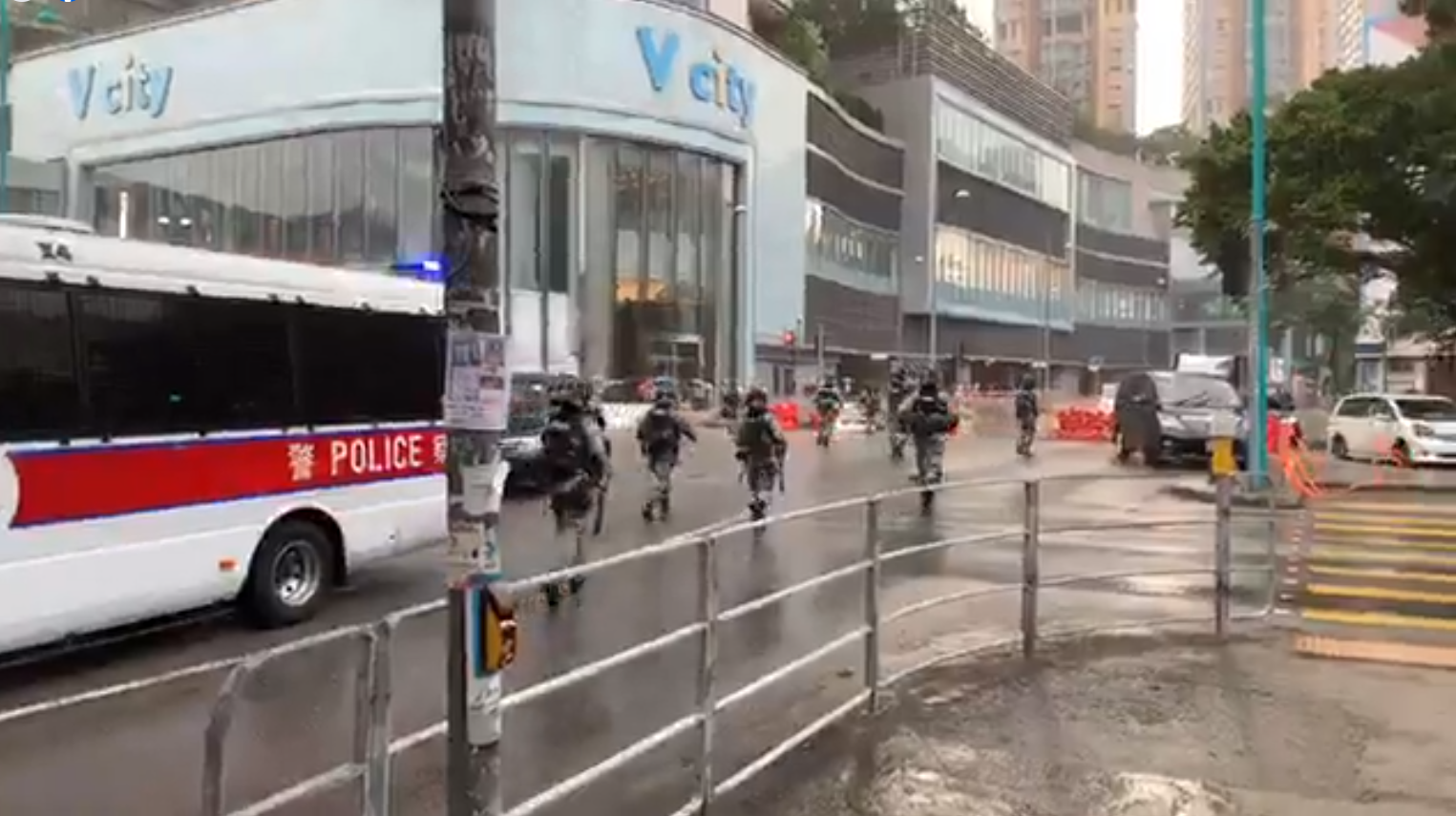
防暴警在屯門鄉事會路十字路口清理路障
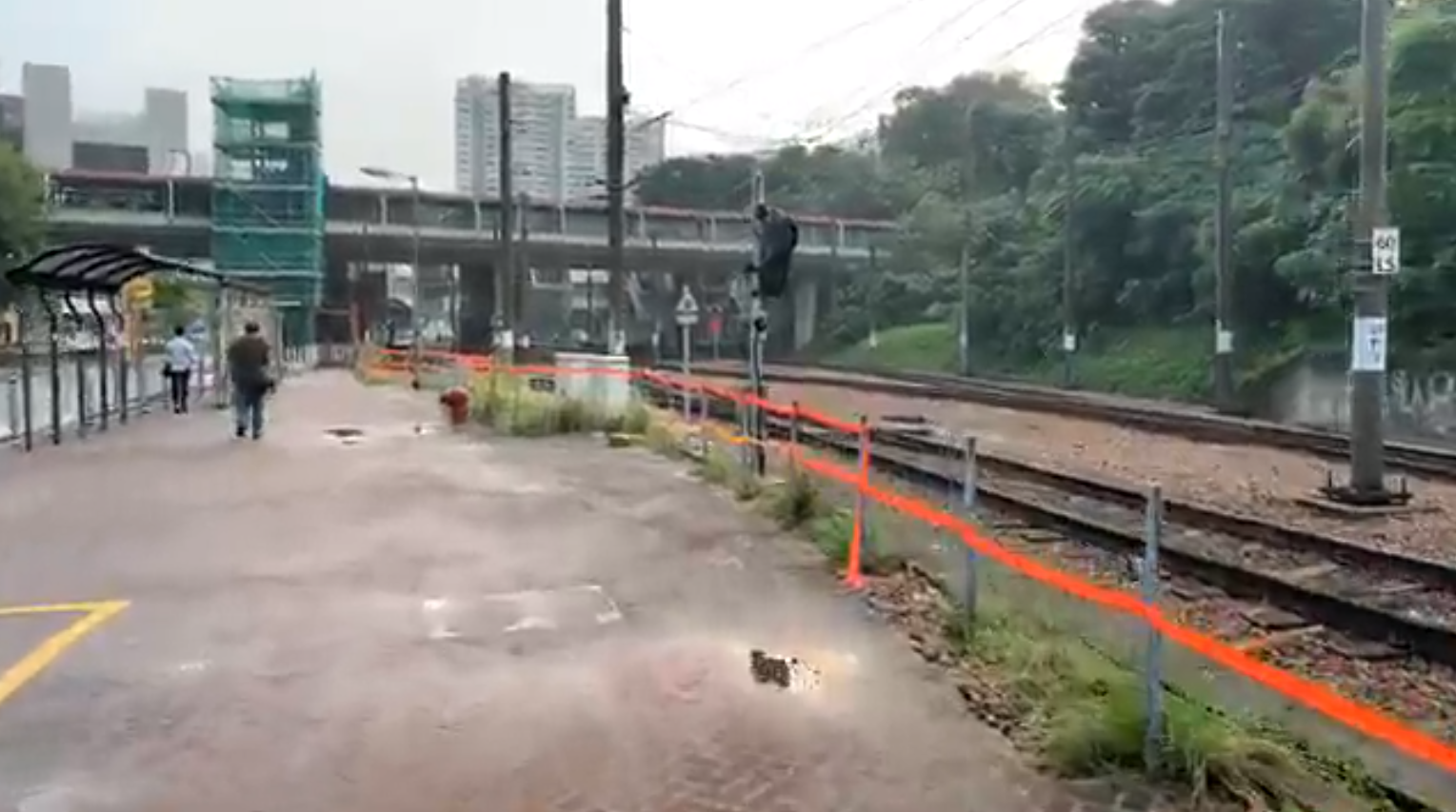
屯門鄉事會路輕鐵欄杆被拆走
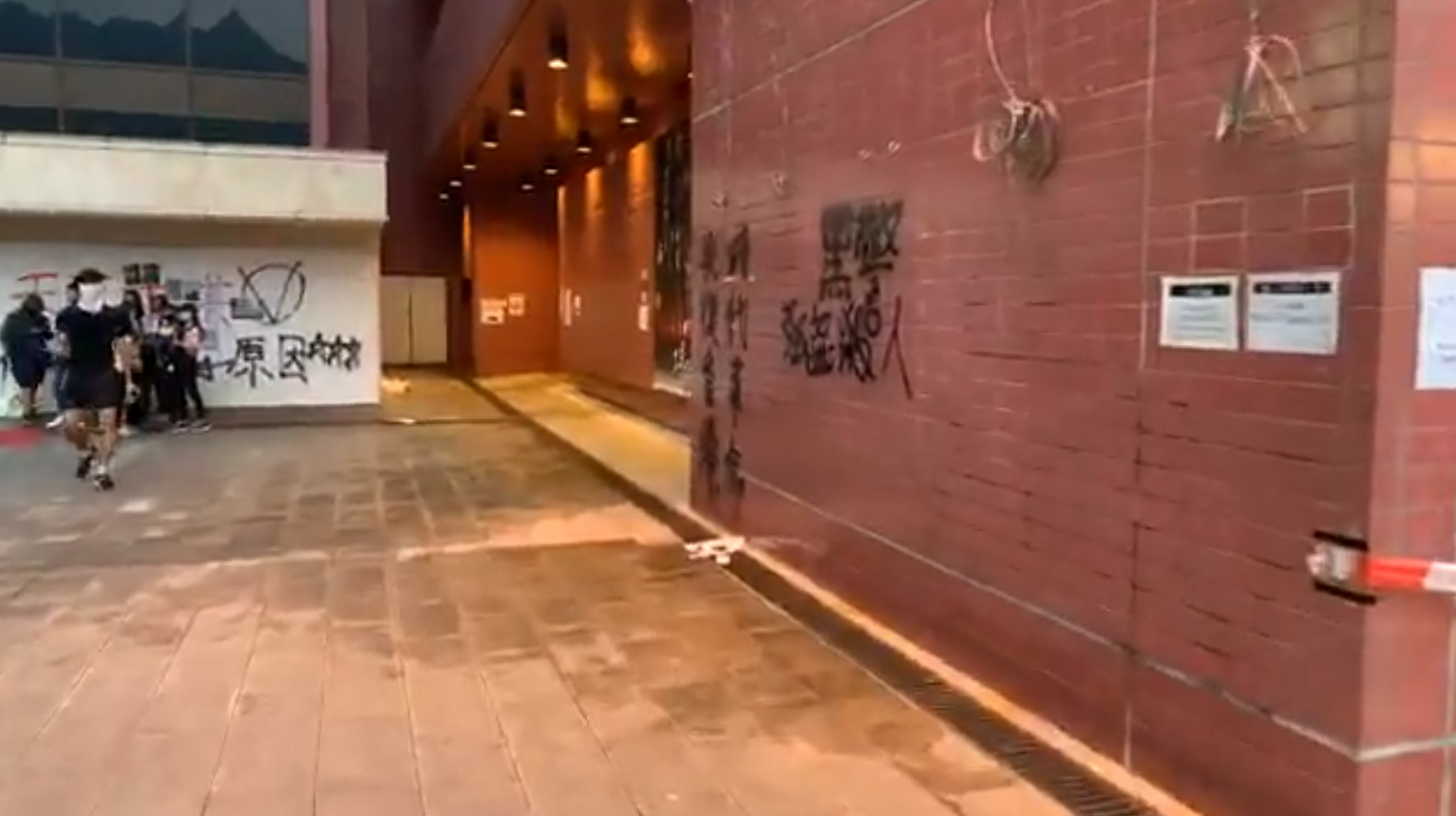
屯門大會堂寫滿了不滿政府的塗鴉
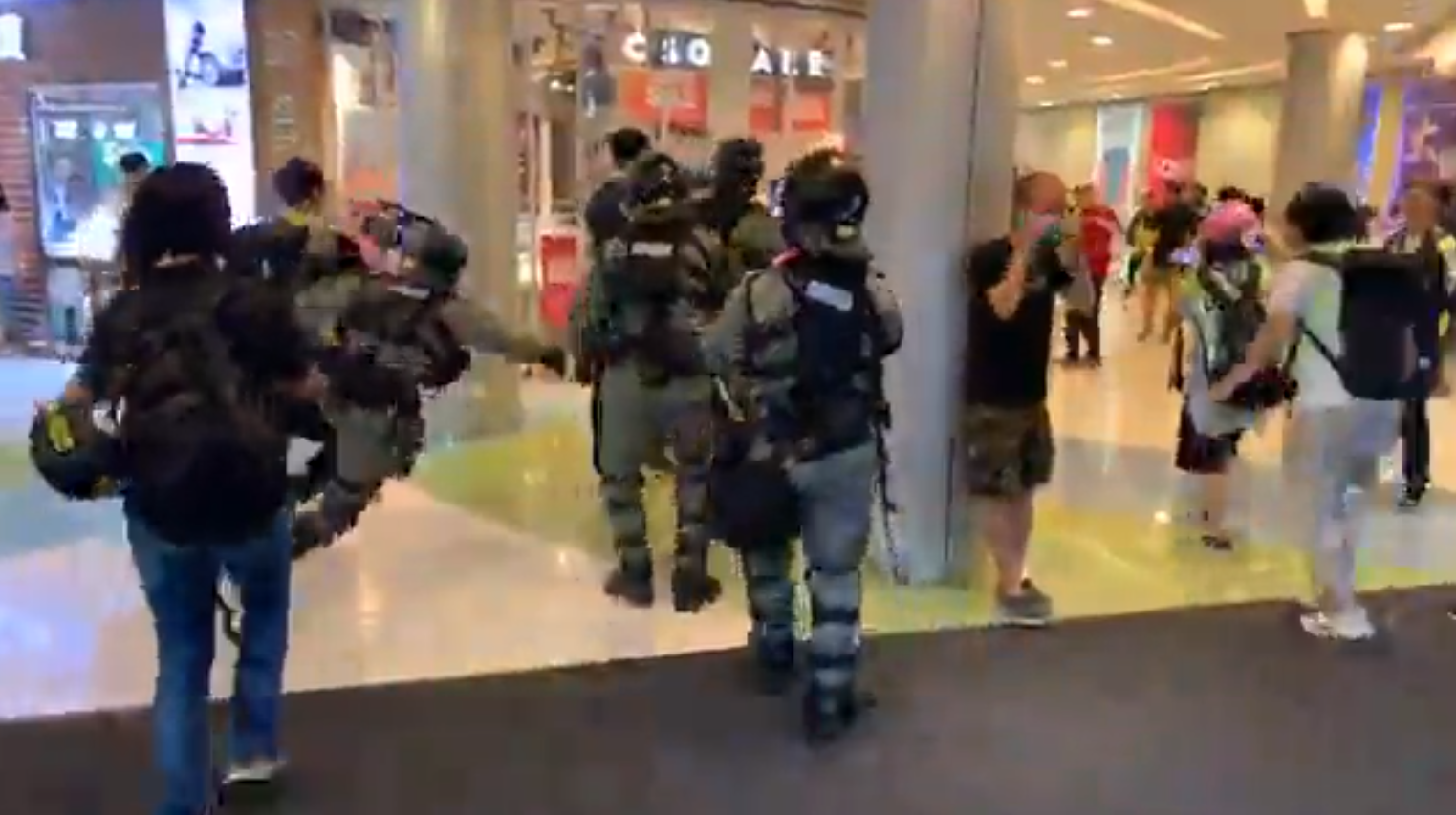
數名防暴警一度衝入屯門時代廣場
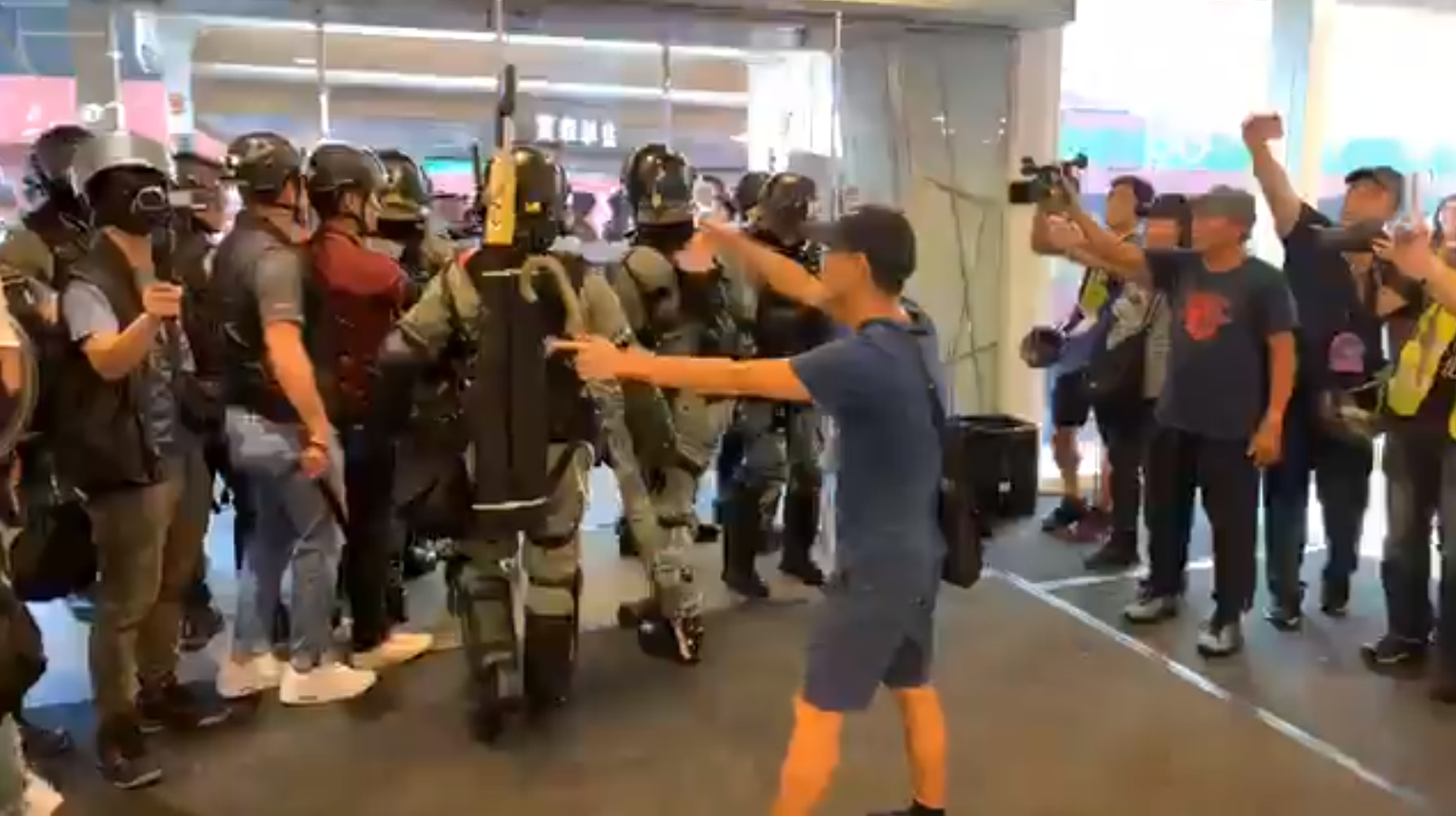
市民要求防暴警察離開商場
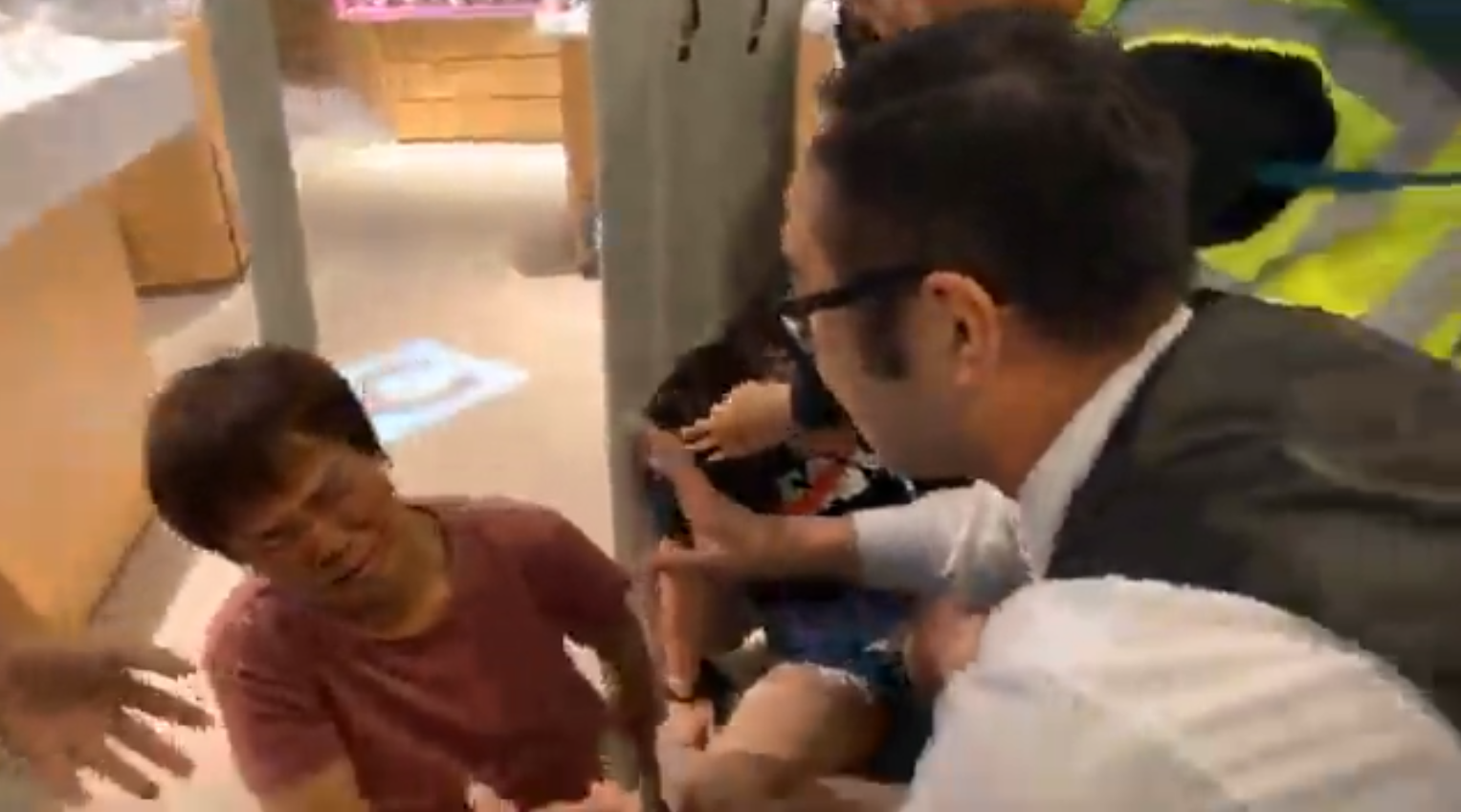
防暴警用胡椒噴霧引起商場內的遊人不適
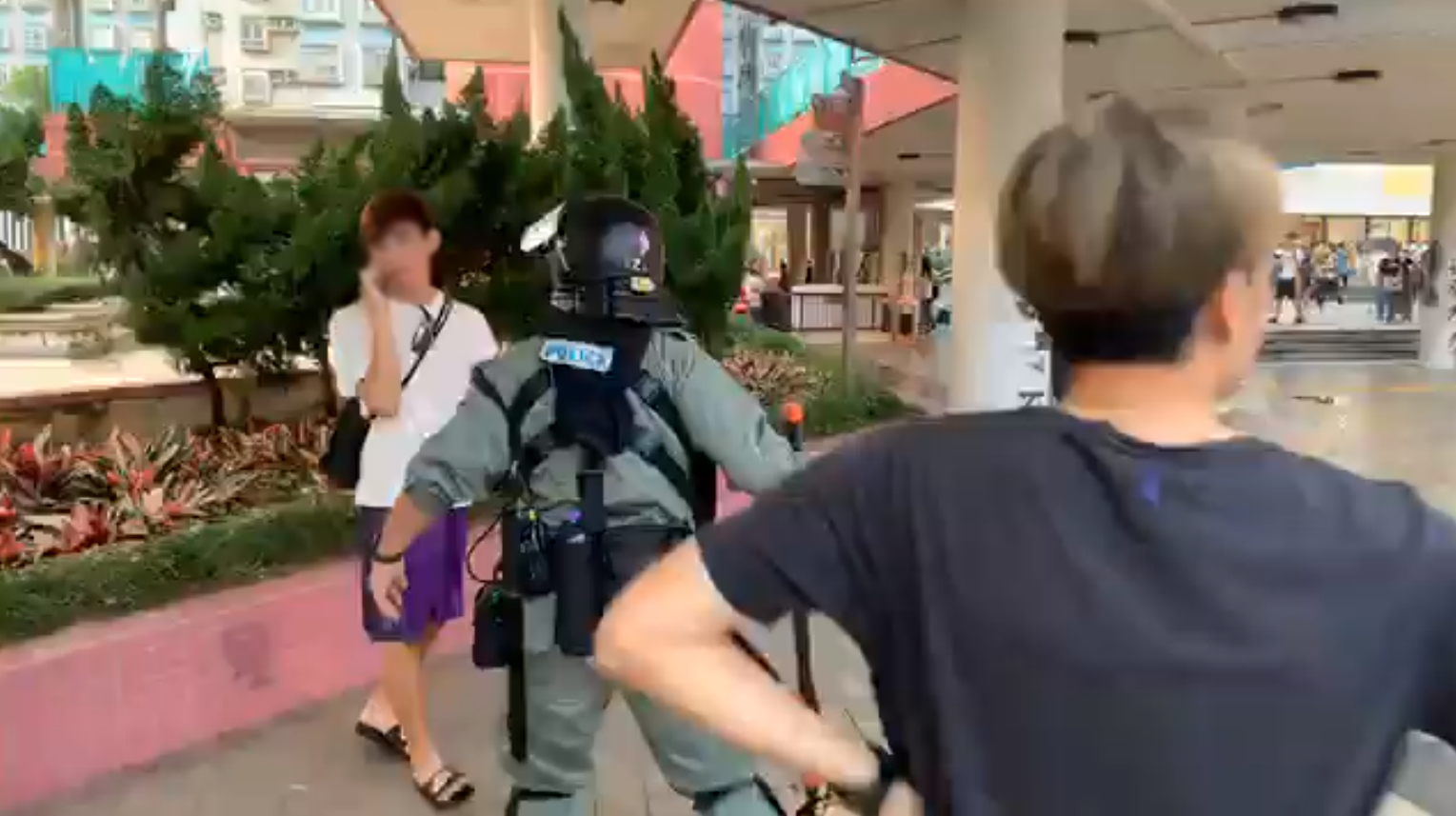
防暴警在屯門大會堂平台指罵用手機談話的年輕人不離開
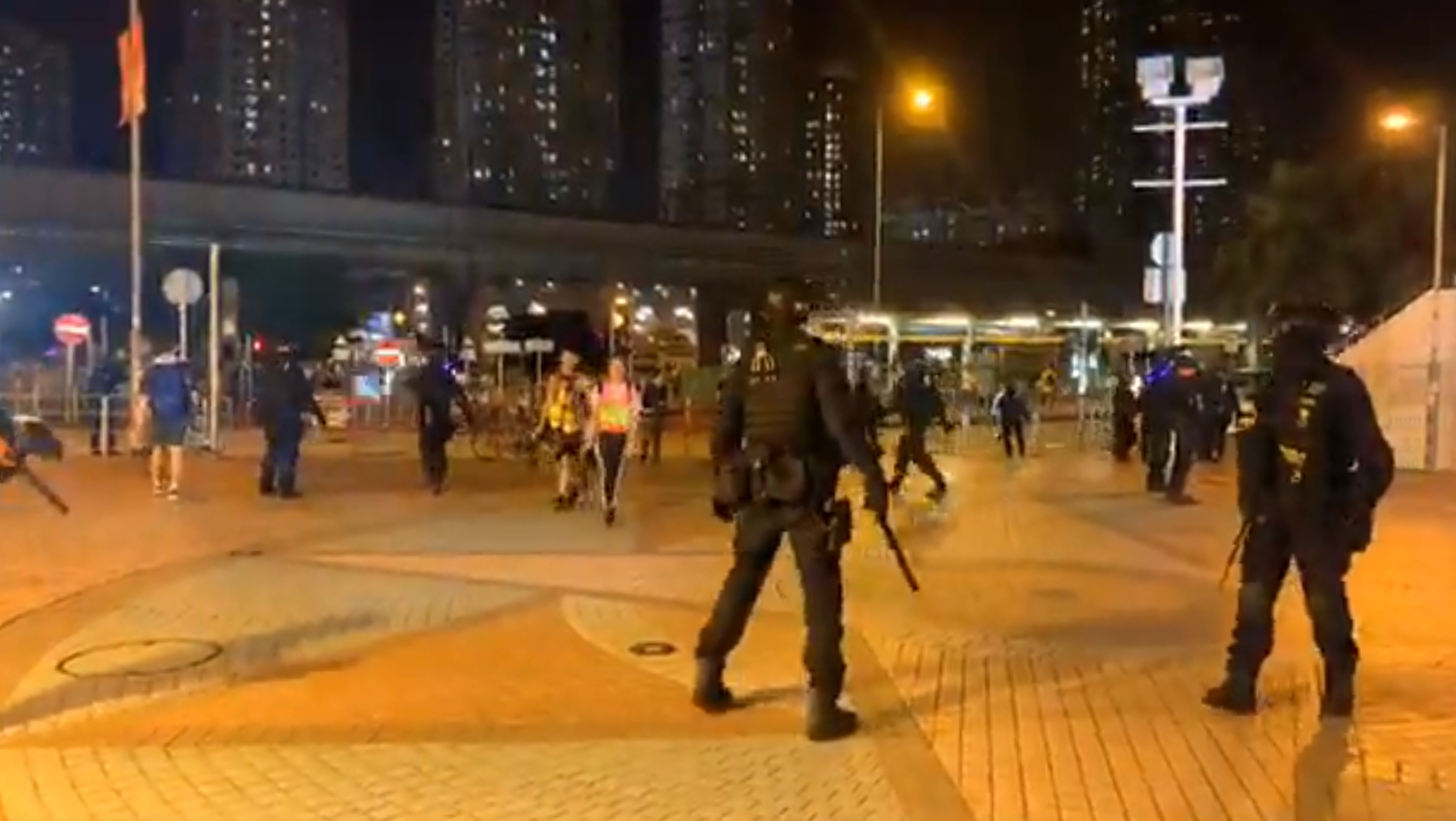
晚上7時許，多名速龍小隊在卓爾居外

### 元朗
在元朗，晚上9時許，大馬路有多個路口被人設置路障，防暴警察多次出動進行驅散，並走入內街。有市民被截查。

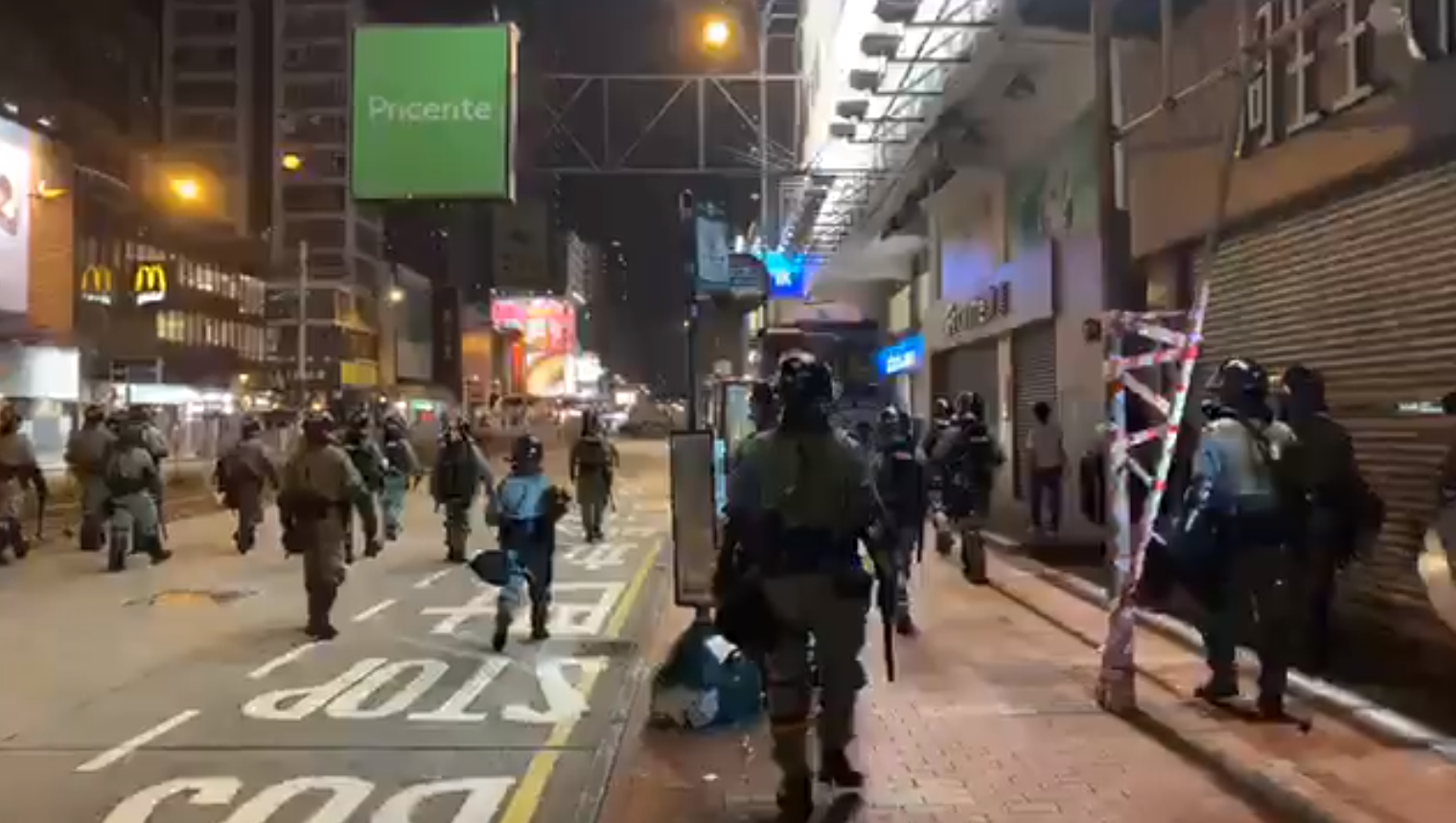
防暴警察在大馬路進行驅散
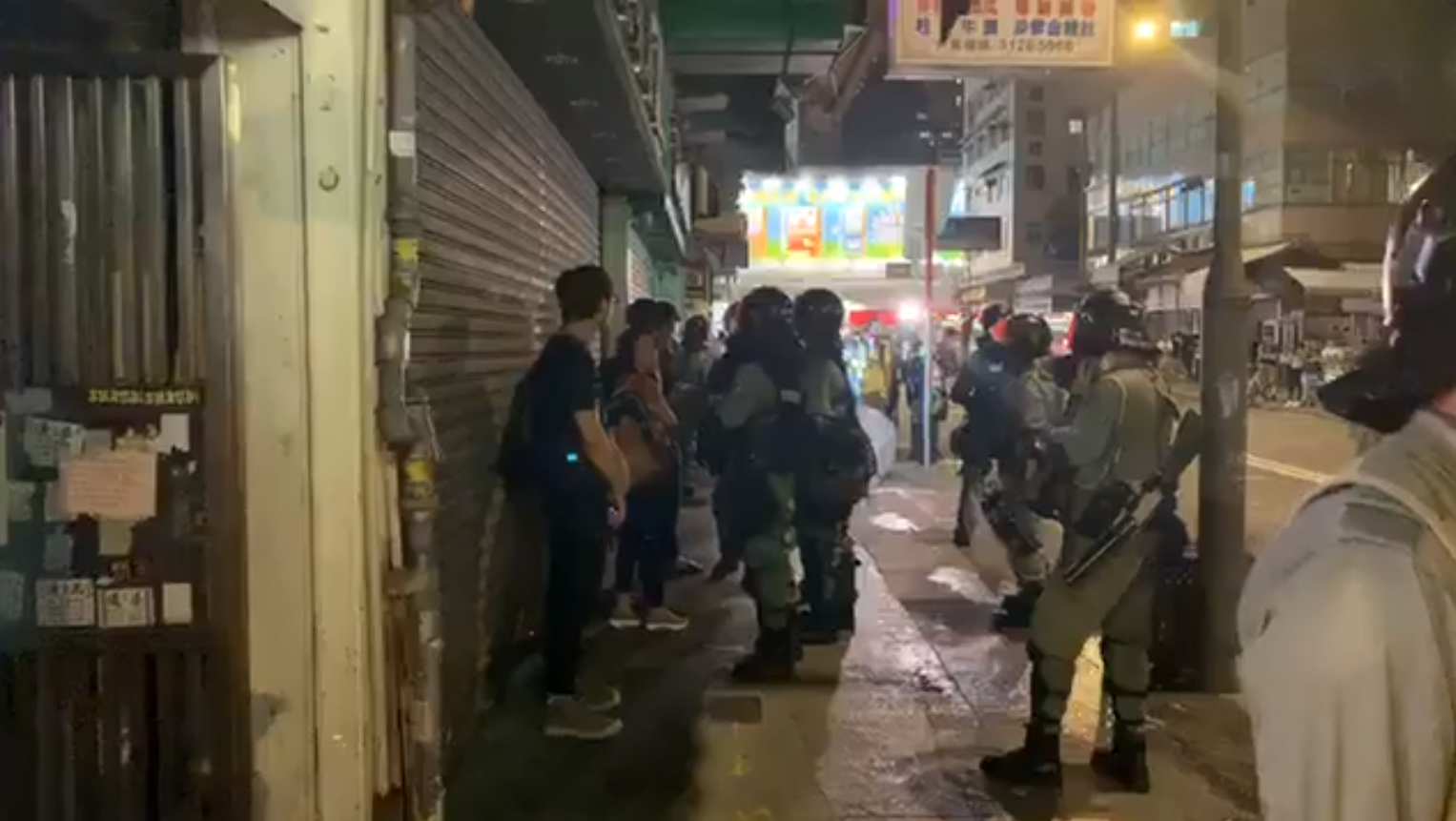
多名市民在內街被截查
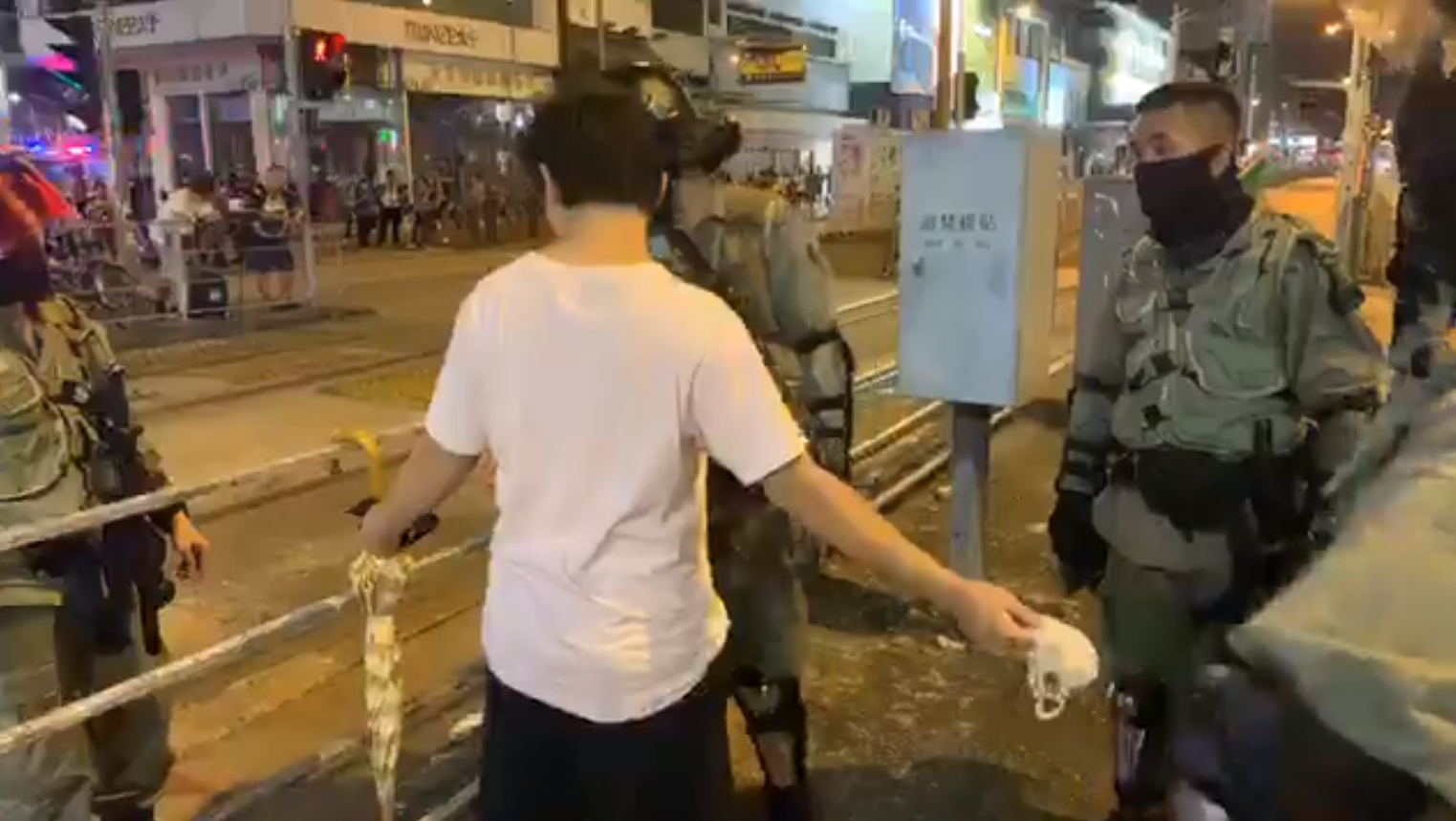
有戴上口罩的年輕人被截查
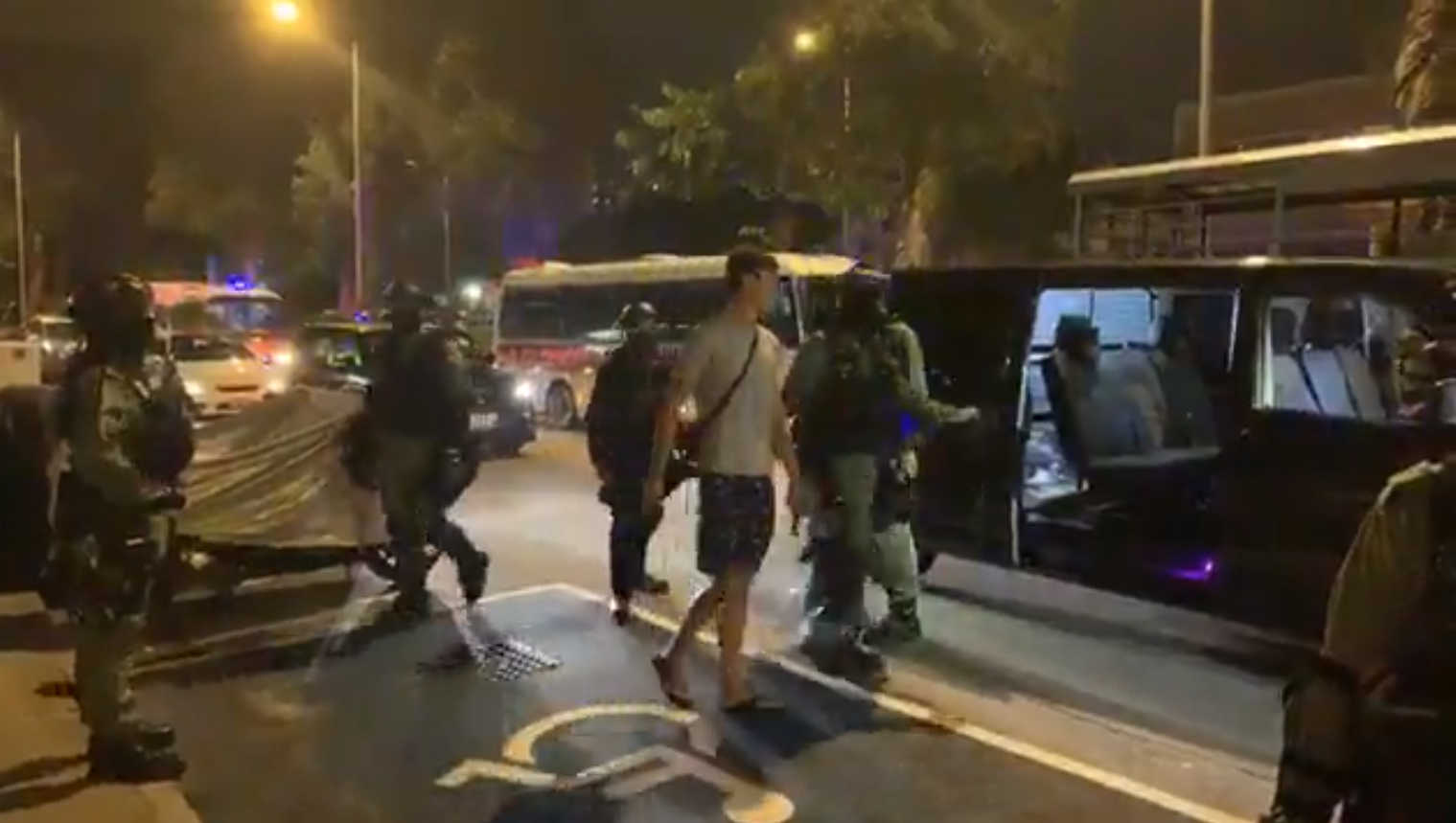
有司機被警員搜查

### 將軍澳

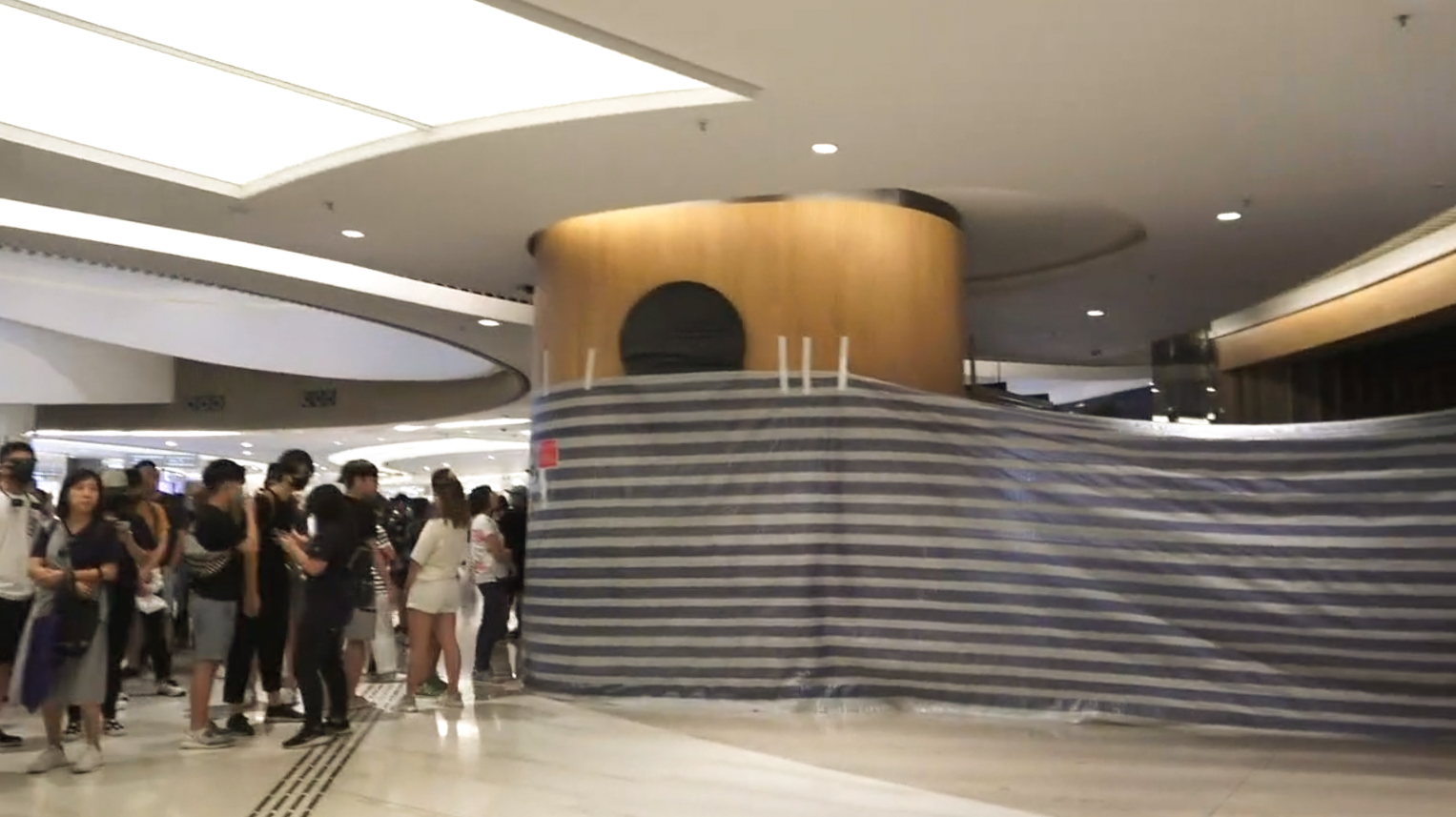
將軍澳PopCornStarbucks被人破壞後，管理公司用布圍封

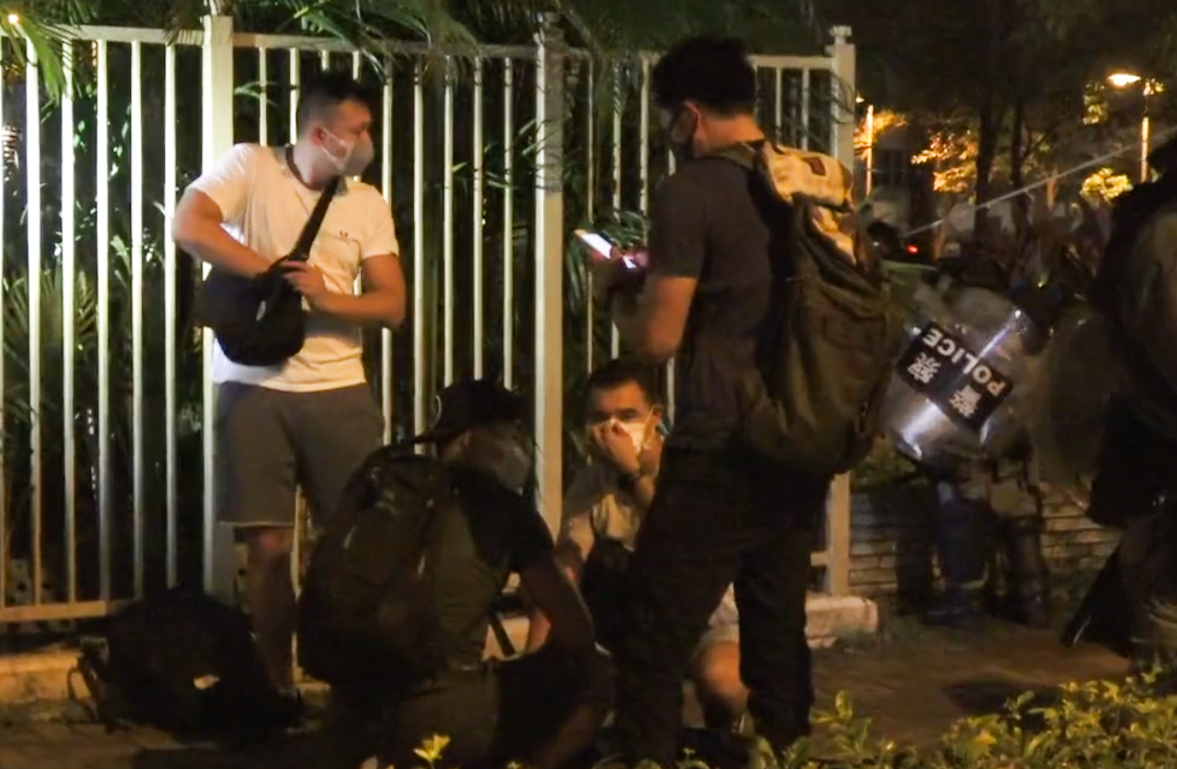
晚上約7時半，將軍澳唐俊街有便衣警疑滲入示威者，有人被制服在地

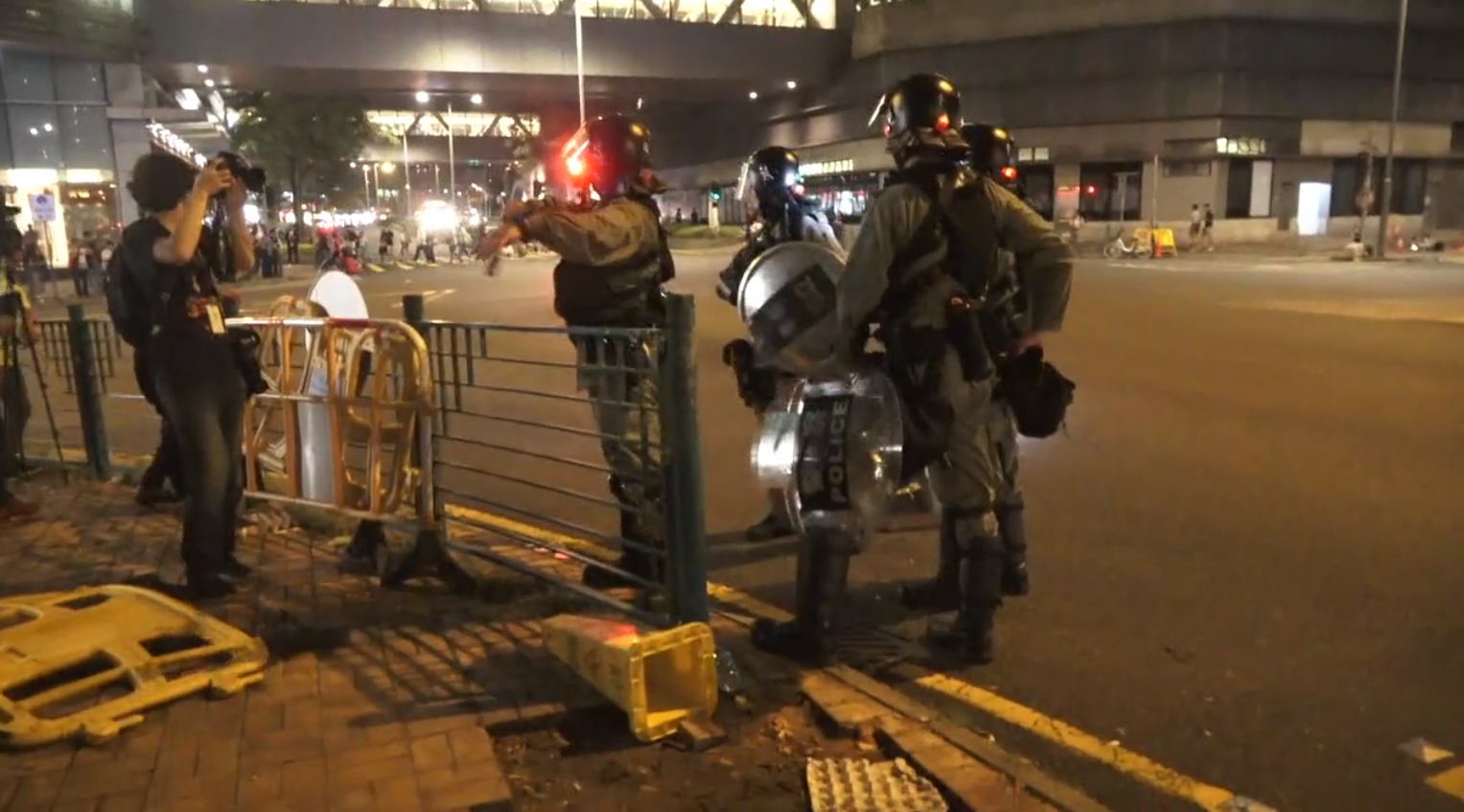
防暴警尋找伸縮棍

下午，一批防暴警突衝入將軍澳PopCorn商場制服戴口罩的街坊裝市民，其中一人為將軍澳醫院的醫生。
在晚上約7時半，將軍澳唐俊街有便衣警疑滲入示威者，其後遭「私了」。男子頭破血流，義務救護員替他包紮。而示威者將他的一枝伸縮棍丟入坑渠內。其後大批防暴警員到場驅趕及截查在場的人，並在晚上接近凌晨12時一度走入尚德邨，指邨內的居民非法集結。警員離開期間有示威者用雜物堵路。到2020年，一名13歲男童和21歲女子被控非法禁錮、非法集結、有意圖而傷人，以及身處非法集結時使用蒙面用品共四項控罪。目前共有6人涉案被捕。當日被拘捕的13歲男童被控暴動、在身處非法集結使用蒙面物品、非法禁錮及有意圖而傷人共4項罪名，他缺席於2020年11月19日的提訊。而男童在2022年7月13日被警方發現欲乘船赴台灣潛逃，警方其後亦透露他在2020年4月被慫恿到美國駐港澳總領事館尋求庇護，但遭到拒絕。之後被安排到荃灣一個沒有窗戶的工廈單位匿藏。

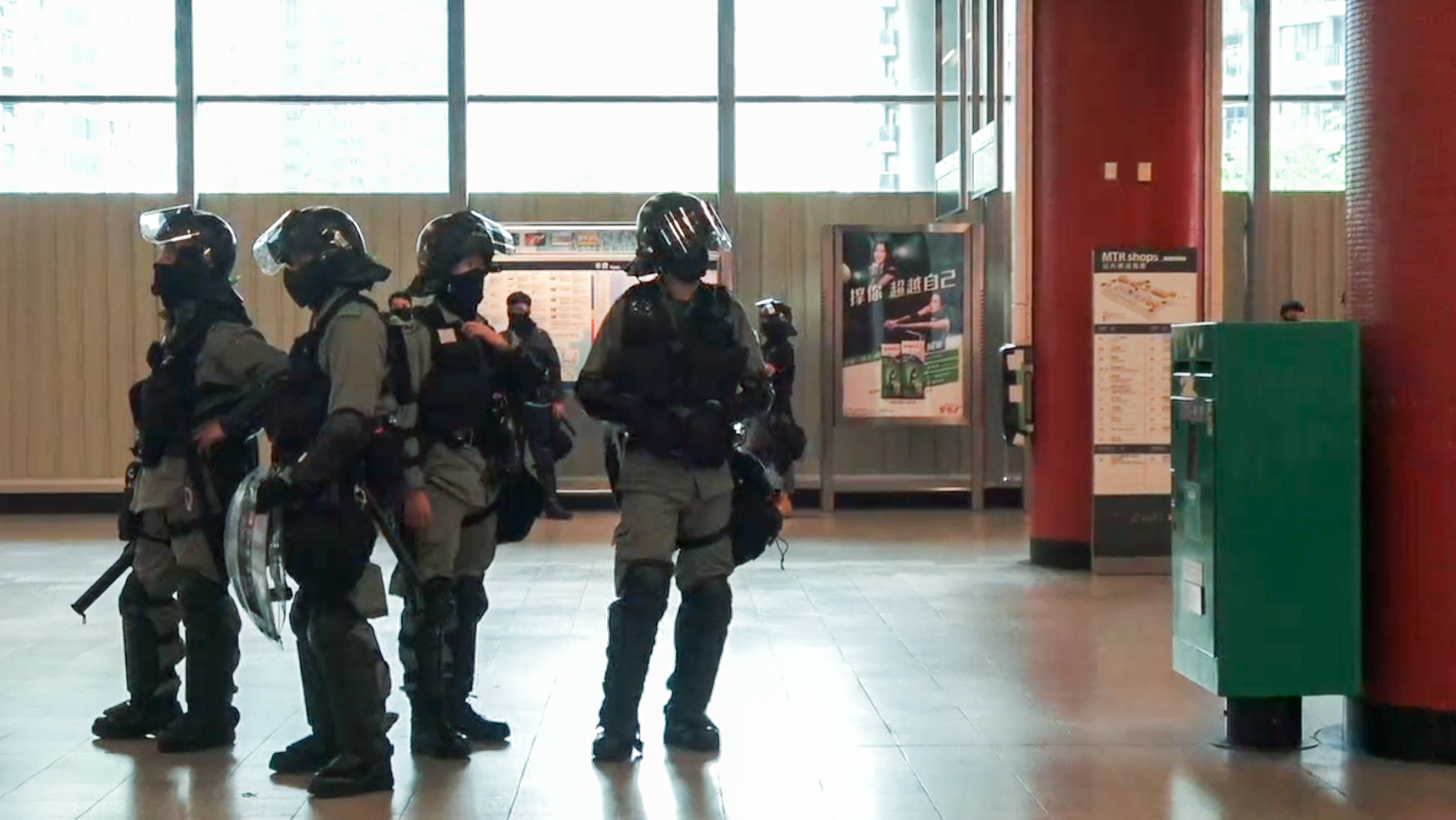
防暴警員在將軍澳站戒備
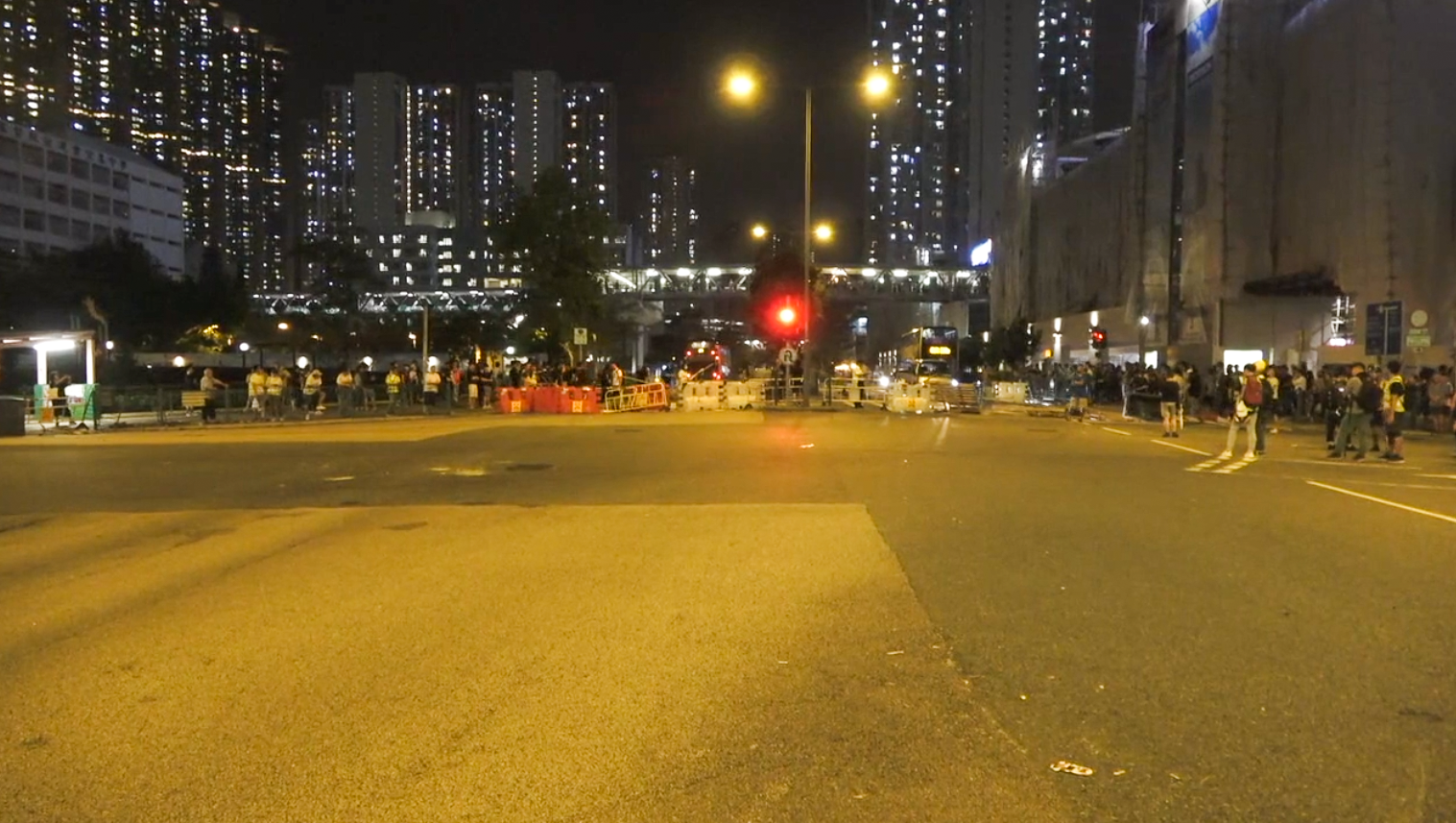
示威者在唐俊街堵路，警員其後到場清理
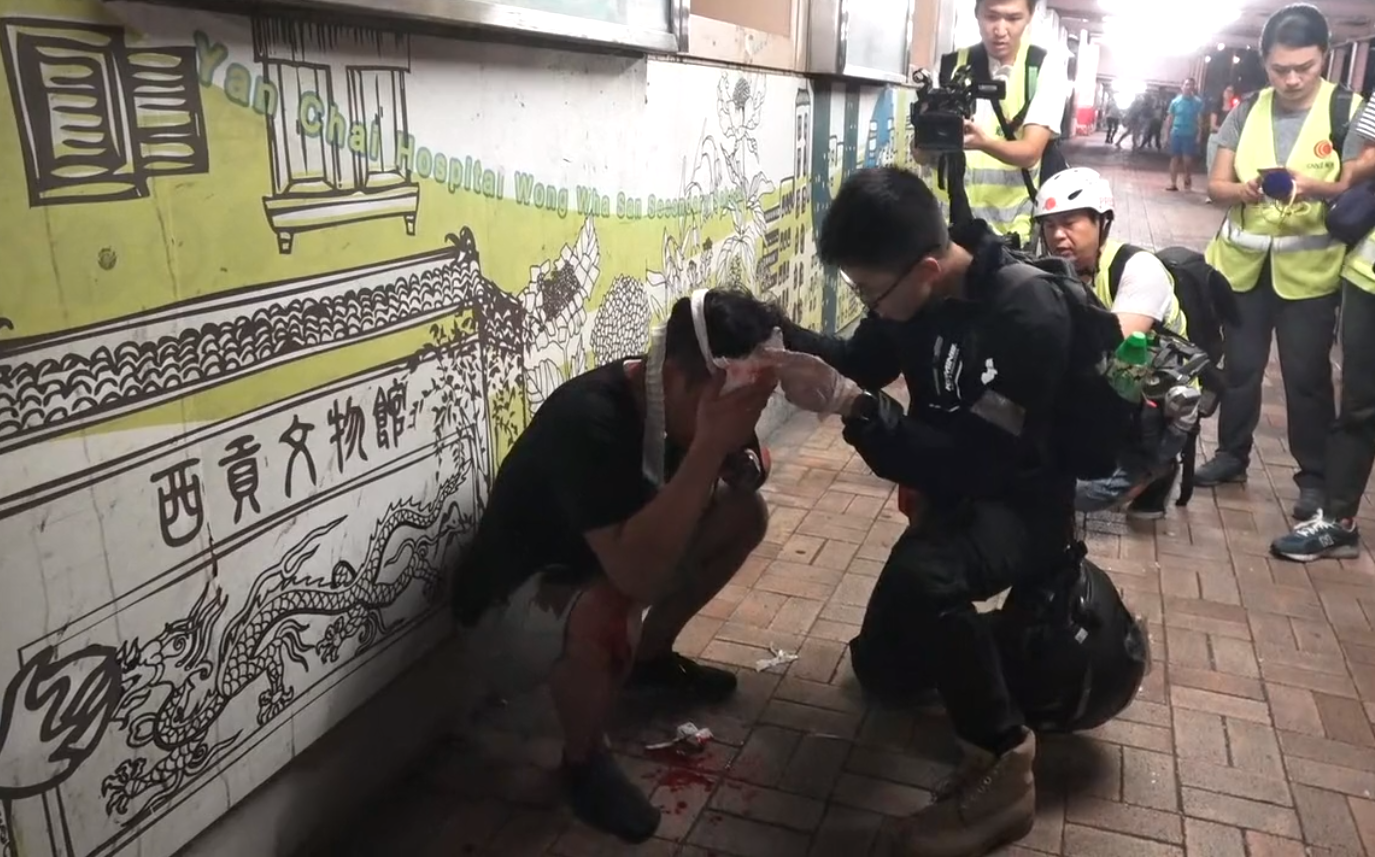
遇襲受傷的便衣警員由義務救護員協助包紮
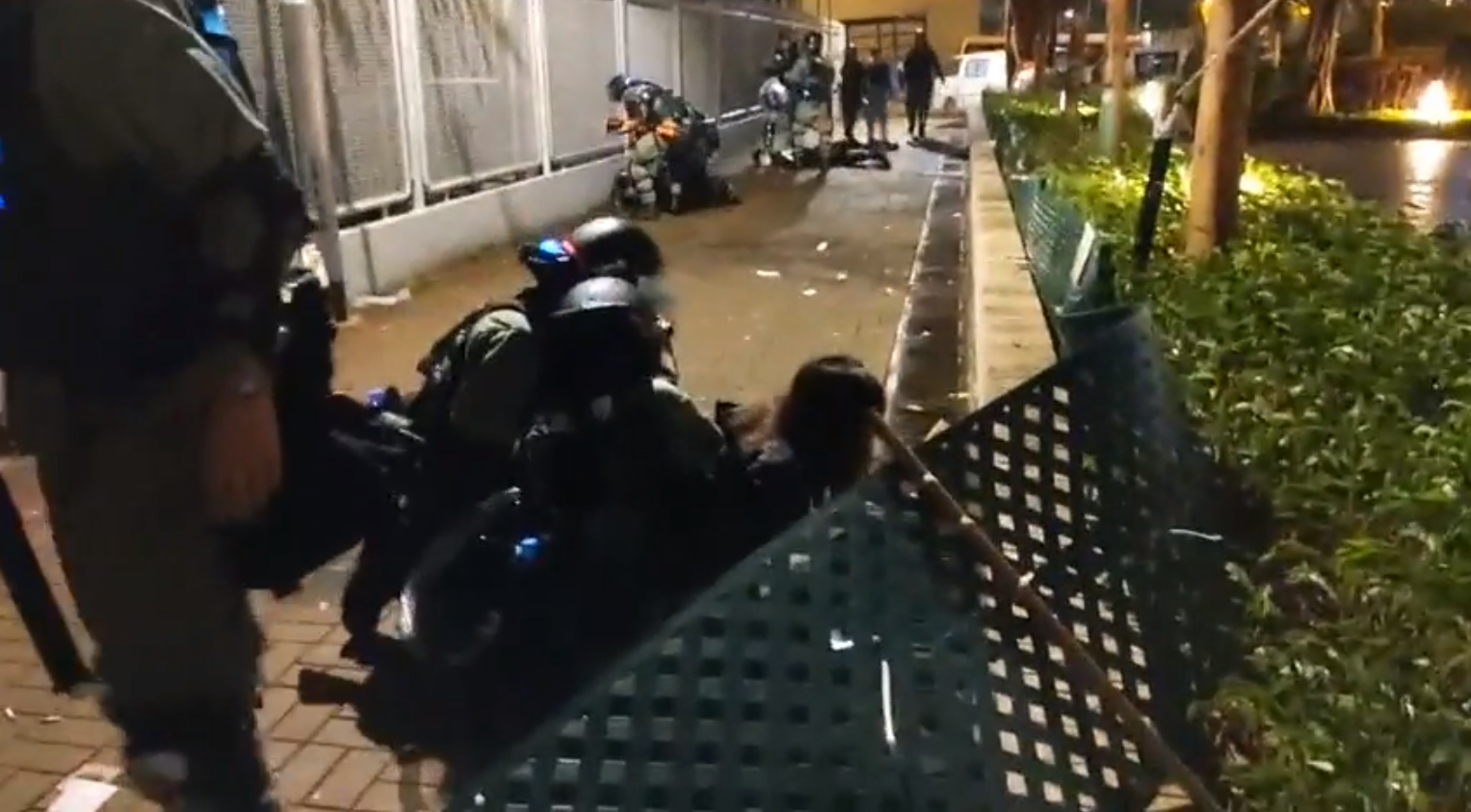
晚上9時44分，防暴警在唐明街公園制服至少2人
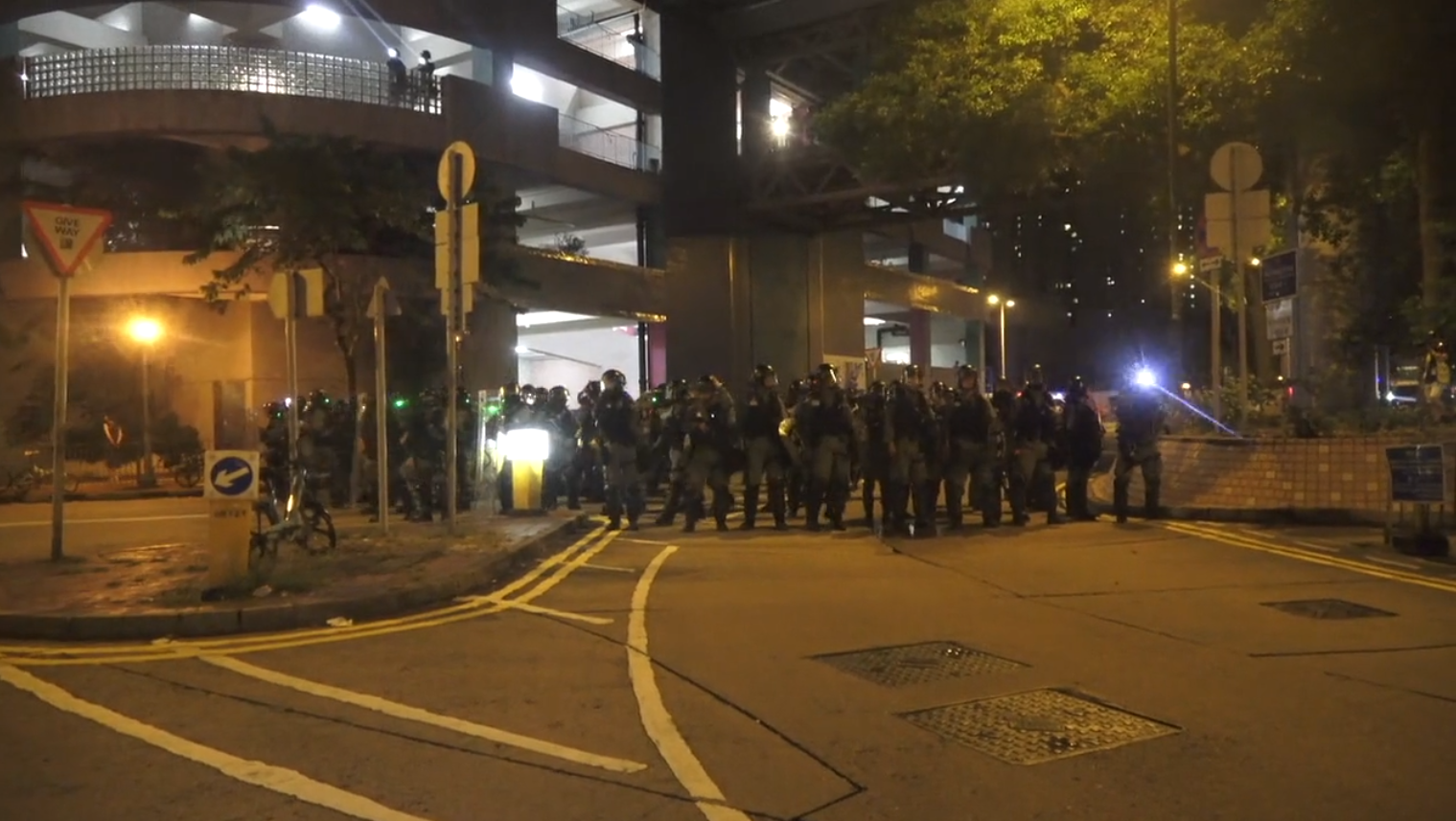
晚上接近凌晨12時，大批防暴警員一度走入尚德邨
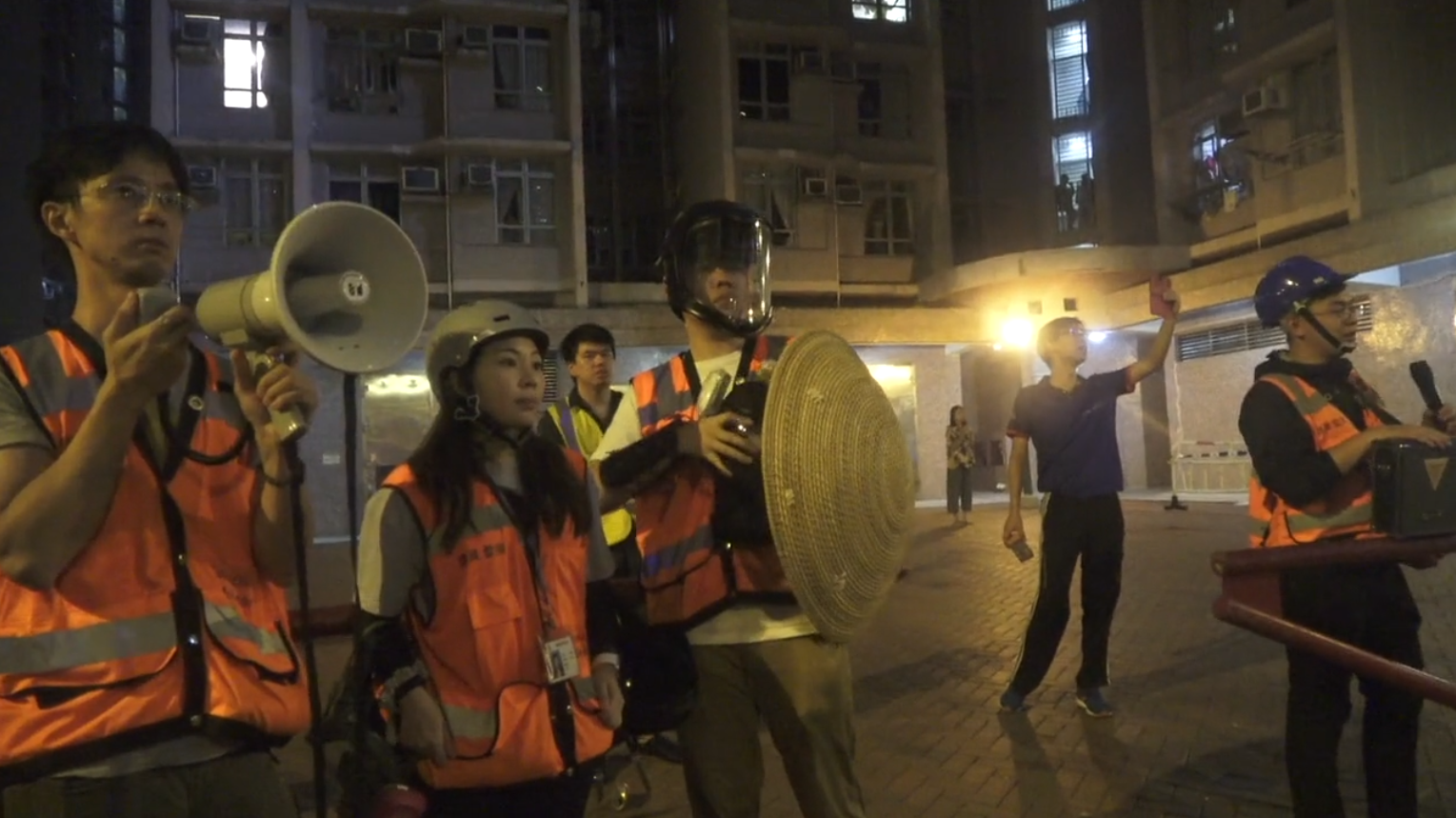
議會監察成員要求警員離開

### 其他地區
九龍塘又一城、九龍灣德福廣場和西九龙圓方亦有相關活動。

### Now新聞台車長中彈
10月13日，Now新闻台摄影队的外判车长在旺角警署附近中布袋弹受伤，并被警员带入警署扣查。据报道，受伤的车长身上有至少9处明显伤痕。按受傷車長所表示，他曾在警署內遭受警員暴力對待，以警棍打頭、手和腳。对此，该台发表声明就此事件表示极度遗憾，并强烈谴责警方滥用武力，促请警方彻底调查。

## 法庭提堂

### 荃灣南豐中心非法集結案
事後，一名14歲女童被控在荃灣南豐中心外參與非法集結。法官指雖然女生並不是組織者或主導者，不過由於該次的非法集結有規模和有組織，因此即使女生年輕，認為她的參與對公眾安全構成影響。考慮到她沒有使用過暴力，判處24個月感化令，並留有案底。

### 示威者在旺角凌空踢警 被判監禁7年
防暴警員在旺角彌敦道雅蘭中心外追捕期間，一名17歲學生被警員制服，並大叫「救命，救人」，其後轉身用雙手推開警員。之後有至少兩名示威者嘗試拉走他和腳踢警員，被告伺機逃走。而一名示威者搶去警員手持的霰彈槍。事後兩名被告於在同日稍後時間被拘捕。
而同案一名31歲地盤工人在警員被踢倒後上前襲擊警員，之後承認非法集結及襲警兩項控罪，否認企圖搶劫。到2021年10月20日被裁定企圖搶劫等3項罪名成立，被判監禁7年，為區院判刑上限，同時為區域法院審理的反修例案件中判刑最重的示威者。而17歲次被告被判入更生中心。事後31歲被告不服刑罰提出上訴，到2022年9月23日，上訴庭法官彭偉昌聽取控辯雙方陳詞後決定批出上訴許可，並會在日內頒下裁決理由。大律師馬維騉指，被告是「赤手空拳」襲警、捉住霰彈槍，原審亦沒有裁定甘維邦的行為構成槍劫。他強調兩人不認識，若單看謝的案情，僅涉及「拳頭」，「茆廣生案」指引不適用於本案。但於2023年7月5日，上訴庭法官彭偉昌、彭寶琴聽畢陳詞後，拒絕上訴申請，表示將於6個月內宣判理由。上訴庭到2023年8月3日，法官彭偉昌、彭寶琴頒下判詞指，就上訴方質疑原審錯誤引用案例，指上訴人與另一涉案男子共同犯罪，認為 7 年監禁屬過重。法官認為原審在審視證供後肯定他們屬夥同犯罪，上訴庭沒干預理由。法官認為，上訴人目的是傷害警員和搶槍，案發於社會大規模騷擾期間，加上案情嚴重，重判在所難免；又指原審參考持械行劫案例作判刑是「無可批評」，即使不參考該案例，判囚 7 年「雖然不短也絕非明顯過重」，故此駁回上訴，維持原判。

### 青年用利器割傷防暴警頸部

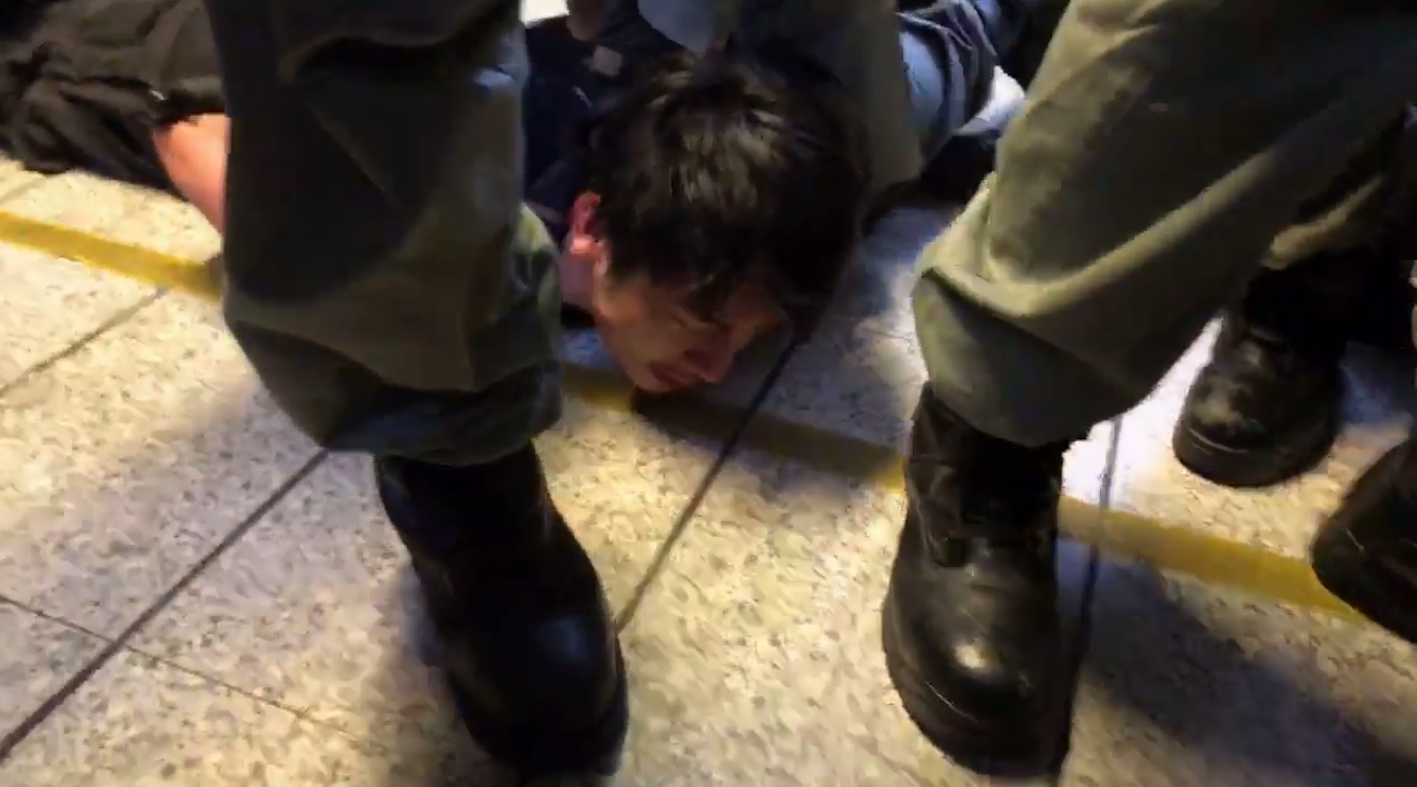
下午5時半左右，一名男子在觀塘站接近警員，拿著一件物件伸手向前，防暴警員隨即上前將他制服

一名18歲青年在港鐵觀塘站近A1出口天橋，用利器割傷一名防暴警察，導致其聲帶永久性損傷。青年承認一項蓄意傷人罪。高等法院法官陳慶偉指，被告明顯攻擊警員身體最脆弱的部份，加上沒有遭受挑釁而針對警務人員襲擊，因而需要加刑。法官以監禁10年為量刑起點，由於被告開審前認罪，獲扣減至監禁7年9個月。

### 牛頭角站外非法集結案
4名21至26歲的男女被控於港鐵牛頭角站外參與非法集結，到2021年8月9日經審訊後，觀塘裁判法院裁判官鍾明新以當時約有100至200人聚集，出現堵路和指出被告當時的裝束是企圖隱藏身份而裁定他們全部罪成，被判處監禁4至10個月。其中被判囚4個月的21歲學生不服定罪上訴至高等法院。案件在2022年8月16日開庭審理，上訴方陳辭指當時在觀塘的示威者為避開警方驅散而逃至牛頭角，包括上訴人等人躲入住宅玉蓮臺中庭，指出上訴人並沒有堵路、傷人、毁壞財物等非法集結行為，包括馬路的非法集結，而當時甚至有人嘗試安撫在場巿民，形容是「刻意保持距離」。不過律政司一方指集結者湧入中庭，而片段見到巿民受驚，並指出上訴人逃走、與其他集結者曾經有互動、加上身穿的黑衫黑褲衣着，認為已經可以證明她有意參與非法集結。

### 將軍澳「私了」便衣警案
3男3女（13至27歲）的被告，被控2019年10月13日晚上約7時，在將軍澳基督教宣道會宣基中學附近，唐明街公園出口外的唐俊街暴動及非法禁錮等罪。當中一名案發時 13 歲少年一度缺席聆訊，至2022年7月，連同「健仔」曾志健等4人在西貢被捕。案件於2023年5月3日在區域法院開審，其中4人，包括一對夫妻開審時承認暴動、非法禁錮、17項傷人等罪名。案情指，便衣警案發時觀察示威者堵路及放火等行為，其後遭包圍質疑他是警察。有被告分別以槌及雨傘等尖銳硬物襲擊便衣警，逃走時被群眾包圍跌入路邊花槽，及後再遭被告以膝蓋及拳頭襲擊。便衣警被送院診治，發現鼻骨骨折，全身有逾 10 處裂傷。法官李俊文下令4名被告還押至10月9日求情和判刑；同案另2人不認罪受審，控方將傳召涉事被襲的便衣警作供。開審前承認非法集結、暴動等罪，被判監禁7至30個月
而不認罪的2名被告，21歲女學生及23歲電腦程式員，經審訊後，2023年9月20日，區域法院法官李俊文裁定2人罪名全部成立，但女學生使用蒙面物品罪不成立。2人將被還押至10月9日和另外4名認罪被告一同判刑，判處監禁10至37個月。而餘下案發時 13 歲少年承認暴動、非法禁錮等4項控罪，於2023年10月20日在區域法院被判入教導所。

### 其他
1名貨車司機在將軍澳唐賢街9號PopCorn商場一樓的Starbucks外，故意阻撓警員23385正當執行職務。警方當場拘捕並起訴一項阻差辦公罪，其後被告認罪，2020年7月2日在觀塘裁判法院再訊。裁判官考慮所有因素，判其罰款5000元。
1名18歲學生被指在荃灣廣場外的海盛路上藏易燃液體及噴漆，在2021年8月27日被裁判官劉淑嫻裁定管有物品意圖損壞財產罪成，被判入更生中心。男生不服定罪提上訴，在2022年11月14日被駁回申請。法官陳仲衡指警員供詞與閉路電視片段吻合，足夠證據基礎裁定上訴人是被警員追捕及棄置背囊的男子。上訴方指原審拒納上訴人供詞時，沒有指出其作供時「迴避」的基礎；法官批評被告吹毛求疵、為投訴而投訴，最後維持原判。
1名24歲工程師被指在港鐵黃大仙站E出口外的公眾地方管有鐳射筆及索帶，被捕近兩年後在2021年8月才被檢控。被告否認「在公眾地方管有攻擊性武器」、「管有物品意圖損壞財產」兩罪，到2022年11月24日，九龍城裁判法院裁判官莫子聰裁定被告罪成。裁判官指接納警員案發時在現場的觀察，認為被告當時的衣著與廣場聚集人士吻合，戴口罩是為了遮蓋面容，而不是被告辯稱為遮蓋暗瘡。同時指出被告辯稱案發時到親戚家幫忙搬家俬的證供不合理，指出可以用不同物品替代膠索整理電線。裁判官又指被告刻意隱瞞對社會事件的看法和當時在案發現場的動機。最後考慮檢控延誤，判處監禁4個月。

## 資料來源
1. 1 2  . 蘋果日報. 2019-10-14  [2019-10-28]. （原始内容存档于2019-10-28）.
2. ↑  . 香港01. 2019-10-13  [2021-03-21].
3. ↑  . on.cc. 2019-10-13  [2021-03-21].
4. ↑  . 信報. 2019-10-13  [2021-03-21]. （原始内容存档于2021-08-06）.
5. ↑  . 蘋果日報. 2021-01-12  [2021-01-12]. （原始内容存档于2021-01-12）.
6. ↑  . 獨立媒體. 2021-10-06  [2021-10-06]. （原始内容存档于2021-10-07）.
7. ↑  陳淑霞 鄭榕笛. . 香港01. 2019-10-13  [2019-10-14]. （原始内容存档于2019-10-14） （中文（香港））.
8. ↑  馮仁樂. . 香港商报. 2019-10-14  [2019-10-14]. （原始内容存档于2019-10-14） （中文（香港））.
9. ↑  . on.cc. 2019-10-13  [2021-03-21]. （原始内容存档于2019-10-15）.
10. ↑  . 商業電台. 2019-10-14.
11. ↑  . Now新聞台. 2019-10-13  [2021-03-21]. （原始内容存档于2021-06-29）.
12. ↑  . 香港01. 2020-01-23  [2021-03-21].
13. ↑  . 明報. 2022-07-15  [2022-07-15]. （原始内容存档于2022-07-24）.
14. ↑  . Now新聞台 (2019-10-14).   [2019-10-14]. （原始内容存档于2019-10-14）.
15. ↑  . 加拿大星岛日报. 2019-10-14  [2019-10-14]. （原始内容存档于2019-10-14） （中文（中国大陆））.
16. ↑  . 獨立媒體. 2021-03-19  [2021-03-20]. （原始内容存档于2021-03-21）.
17. ↑  . on.cc. 2021-10-20  [2022-03-14]. （原始内容存档于2021-10-21）.
18. ↑  . on.cc. 2021-10-20  [2022-03-14]. （原始内容存档于2022-03-14）.
19. ↑  . on.cc. 2022-09-23  [2022-10-01]. （原始内容存档于2022-10-06）.
20. ↑  
.   [2023-07-05]. （原始内容存档于2023-10-07）.
21. ↑  . 法庭線. 2023-08-03  [2023-08-04]. （原始内容存档于2023-10-07）.
22. ↑  . 獨立媒體. 2022-01-17  [2022-03-08]. （原始内容存档于2022-03-13）.
23. ↑  . on.cc. 2021-08-09  [2022-08-16]. （原始内容存档于2022-08-16）.
24. ↑  . 明報. 2022-08-16  [2022-08-16]. （原始内容存档于2022-08-27）.
25. ↑  . 法庭線. 2023-05-02  [2023-05-03]. （原始内容存档于2023-05-06）.
26. ↑  
.   [2023-09-21]. （原始内容存档于2023-10-19）.
27. ↑  . 法庭線. 2023-10-20  [2023-10-20]. （原始内容存档于2023-10-20）.
28. ↑  
.   [2020-09-26]. （原始内容存档于2021-05-16）.
29. ↑  . 法庭線. 2022-11-14  [2022-11-15]. （原始内容存档于2022-11-15）.
30. ↑  . 法庭線. 2022-11-24  [2022-11-24]. （原始内容存档于2022-11-28）.